# Campanya de Guadalcanal
La batalla de Guadalcanal, també coneguda com a Campanya de Guadalcanal, foren una sèrie de batalles i enfrontaments d'especial duresa durant la Segona Guerra Mundial. Durant la primera ofensiva americana a la Guerra del Pacífic, la marina aliada i 16.000 soldats dels Estats Units van assaltar, el 7 d'agost de 1942, l'illa de Guadalcanal, aleshores ocupada pel Japó. El nom en clau de l'operació fou Watchtower (Talaia). També van ser assaltades simultàniament les illes Florida, Tulagi, Gavutu i Tanambogo.
Els japonesos estaven construint un aeroport a l'illa, des del qual podrien enviar avions i interceptar les rutes marítimes entre Estats Units i Austràlia. Els americans, australians i neozelandesos van decidir atacar i prendre l'aeroport abans que en finalitzessin les obres. Gràcies al factor sorpresa, varen prendre l'aeroport gairebé sense oposició, finalitzant les obres i batejant-lo amb el nom de Henderson Field. Però allò que semblava una victòria fàcil es va complicar: els japonesos varen contraatacar, i aquesta vegada els sorpresos foren els aliats, que van perdre diversos vaixells (de fet, el 8 d'agost de 1942 els aliats van patir la major derrota naval de la guerra, després de Pearl Harbor, en perdre 4 creuers pesats en la Batalla de l'illa de Savo) i van veure interrompudes les seves rutes de subministraments a l'illa, tot i que van aconseguir conservar l'aeroport, fet que, a la llarga, va acabar essent decisiu per a la seva victòria. Al desembre de 1942, els japonesos abandonaren els esforços per reconquerir Guadalcanal i evacuaren la resta de forces el 7 de febrer de 1943.
Unes trenta mil persones varen morir a Guadalcanal. L'infructuós intent japonès de recuperar l'aeroport els va costar prop de 24.000 morts. Els altres 6.000 foren soldats aliats.
La batalla de Guadalcanal marcà la primera victòria d'armes combinades estratègiques de les forces Aliades sobre els japonesos al Teatre del Pacífic. Per aquest motiu sovint se'l cita com un punt d'inflexió de la guerra. La campanya marcà l'inici de la transició dels Aliats de les operacions defensives a l'ofensiva estratègica, mentre que el Japó hagué d'abandonar la seva ofensiva estratègica i concentrar-se, en canvi, en la defensa.

## Context

Control japonès de l'àrea oriental del Pacífic entre maig i agost de 1942. Guadalcanal es troba en la cantonada inferior dreta del mapa.

El 7 de desembre de 1941 forces japoneses van atacar la flota del Pacífic dels Estats Units que es trobava en Pearl Harbor, Hawaii. L'atac va immobilitzar la major part dels cuirassats de la flota, a més del fet que va fer formal l'estat de guerra entre ambdós països. Les metes inicials dels líders japonesos eren neutralitzar la flota nord-americana, controlar territoris que comptessin amb abundants recursos naturals, així com establir bases militars en posicions estratègiques que defensessin l'Imperi japonès en el Pacífic i Àsia. Per assegurar aquests objectius, els japonesos van capturar Filipines, Tailàndia, Malàisia, Singapur, les Índies Orientals Neerlandeses, l'illa Wake, les illes Gilbert, Nova Bretanya i Guam. En la lluita contra Japó es van trobar també els països aliats, molts dels quals van ser atacats per Japó, incloent-hi Anglaterra, Austràlia i els Països Baixos.
Dos intents per part dels japonesos de mantenir la iniciativa estratègica i estendre el perímetre defensiu en la part sud i centre del Pacífic van ser contrarestats en les batalles navals del Batalla del Mar de Coral i la batalla de Midway respectivament. La batalla de Midway no només va ser la primera victòria important dels aliats en contra de la flota japonesa, sinó que a més va reduir significativament la capacitat ofensiva dels portaavions japonesos. En aquest punt de la guerra els aliats havien actuat a la defensiva en el Pacífic, però aquestes victòries estratègiques els van donar l'oportunitat de guanyar-li la iniciativa al Japó.

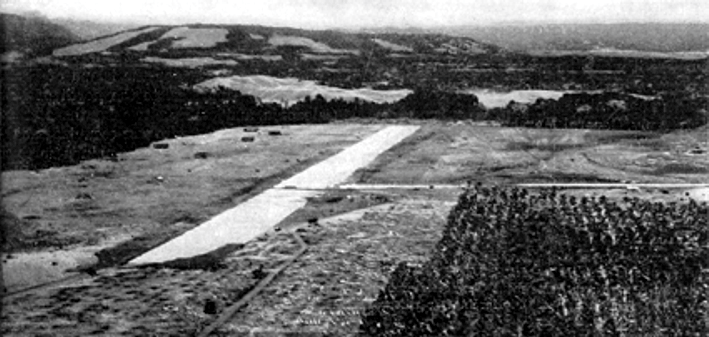
L'aeròdrom de Lunga Point, Guadalcanal, en construcció per part de treballadors coreans i japonesos al juliol de 1942.

Els aliats van escollir les illes Salomón (un protectorat de Gran Bretanya), específicament les illes al nord de Guadalcanal, Tulagi i Florida, com el primer objectiu. La Flota Imperial Japonesa havia ocupat Tulagi al maig de 1942 i havia construït una base aeronaval en el lloc. La preocupació va créixer dins del comandament dels Aliats quan a principis de juliol d'aquest mateix any la flota japonesa va començar a construir un gran aeròdrom en Lunga Point situat al costat de la costa nord de Guadalcanal. Per a agost els japonesos comptaven amb 900 efectius navals en Tulagi i les illes properes i 2.800 homes (d'entre els quals 2.200 eren especialistes en construcció coreans i japonesos) en Guadalcanal. Aquestes bases, en cas de completar-se, protegirien la base principal en Rabaul, amenaçarien les línies de subministrament i comunicació dels Aliats i servirien com a bases per a l'ofensiva planejada com Operació FS, la qual tenia com a objectiu Fiji, Nova Caledònia i Samoa. Els japonesos planejaven enviar 45 avions caça i 60 bombarders a Guadalcanal una vegada que l'aeroport estigués conclòs, aeronaus que proveirien suport aeri a les forces navals que avancessin a través del sud del Pacífic.
El pla dels aliats per envair les illes Salomó va ser concebut per l'Almirall Ernest King, Comandant en Cap de la flota nord-americana, qui va proposar que s'impossibilités el seu ús als japonesos per així evitar que les rutes de proveïment entre els nord-americans i Austràlia es veiessin amenaçades. Amb el consentiment tàcit de Roosevelt, King també promovia una invasió a Guadalcanal. Quan el General George C. Marshall es va oposar a aquesta línia d'acció i va qüestionar qui comandaria l'operació, King va assegurar que els marines i l'Armada podien dur a terme aquesta operació i va instruir a l'Almirall Chester Nimitz perquè comencés amb la planificació preliminar. El pla de King va ser acceptat, per la qual cosa la invasió es va desenvolupar amb el suport dels caps de l'Estat Major.
La campanya en Guadalcanal es desenvoluparia en conjunt amb una ofensiva aliada en Nova Guinea, comandada per Douglas MacArthur i que el seu objectiu era capturar les Illes de l'Almirallat i l'arxipèlag de Bismarck, incloent-hi la base japonesa en Rabaul, per després procedir a la reconquesta de les Filipines. L'Estat Major Conjunt dels Estats Units va crear el teatre del Pacífic Sud, amb el Vicealmirall Robert L. Ghormley al comandament de l'ofensiva en les Salomó, prenent el càrrec el 19 de juny de 1942. L'Almirall Chester Nimitz, amb base en Pearl Harbor, va ser designat com a Comandant en Cap per a les forces del Pacífic.

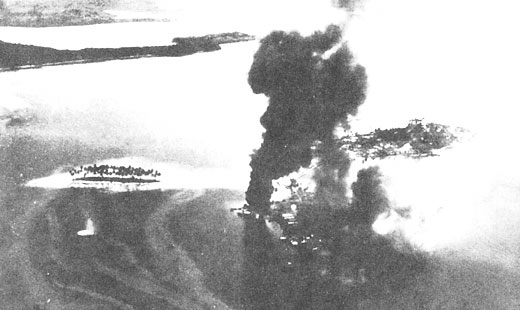
Illa de Tanambogo sent fortament bombardejada abans del desembarcament aliat el 7 d'agost de 1942.

Preparant-se per a la propera ofensiva de maig de 1942, el General Major dels Marines Alexander Vandegrift va rebre la instrucció de traslladar a la primera divisió cap a Nova Zelanda. Altres unitats terrestres, marítimes i aèries van ser enviades a Fiji, Samoa, Noves Hèbrides i Nova Caledònia per establir bases. L'illa d'Espíritu Santo i Noves Hèbrides van ser escollides com Caserna General i base principal per a les operacions de l'ofensiva, amb codi aliat «Operació Watchtower», i el començament de la qual estava planejat pel 7 d'agost d'aquest any. Inicialment l'ofensiva només incloïa Tulagi i les illes Santa Cruz, ometent Guadalcanal, encara que després que el servei de reconeixement dels Aliats va descobrir la construcció d'un aeròdrom en Guadalcanal, la captura d'aquest es va afegir al pla, deixant a un costat Santa Creu.
Encara que els japonesos van estar al corrent d'un moviment a gran escala en la part sud del Pacífic, es va concloure que els aliats intentaven reforçar Austràlia i potser Port Moresby en Nova Guinea.
La força de l'operació Watchtower, que comptabilitzava 75 vaixells de guerra i de transport (incloent-hi embarcacions tant dels Estats Units i Austràlia), es va reunir prop de Fiji el 26 de juliol, on va participar en un desembarcament de simulacre abans de partir cap a Guadalcanal el 31 de juliol. El comandant de la força expedicionària era el Vicealmirall Frank Fletcher (qui tenia per vaixell almirall el portaavions USS Saratoga). Comandant les forces amfíbies es trobava el contraalmirall Richmond K. Turner. Vandegrift va estar al comandament dels 16.000 soldats aliats d'infanteria designats per al desembarcament.

## Inici de la batalla
El 7 d'agost els portaavions USS Saratoga, USS Enterprise i USS Wap sota el comandament de l'almirall Fletcher es van situar al sud de Gudalcanal. De forma simultània els creuers i destructors de l'almirall Turner prenen posicionament al nord de l'illa, prop de la petita illa de Savo. Al començar a fosquejar les forces aliades comencen un bombardeig massiu sobre Gudalcanal, amb artilleria pesant naval i una gran força aèria que van arrasar el sòl de l'illa, posant especial èmfasi amb la zona de l'aeròdrom que els japonesos estaven construint. El matí del 8 d'agost 11.000 marines, per primer cop des de l'inici de la guerra, es preparen per ocupar un territori conquistat per l'Imperi Japonès. Abans de l'atac terrestre es van sotmetre a totes les illes a un bombardeig duríssim que va delmar les forces japoneses, que no disposaven de cap mena de protecció contra artilleria.
Els serveis d'informació nord-americans informen que hi ha un contingent de 5000 soldats nipons a punt per al combat a l'illa, però en realitat només n'hi ha 2000, pèssimament armats, i un grup d'obrers. L'atac va sorprendre els comandaments japonesos que no el preveien i també els ocupants, que no van saber com reaccionar, alguns van fugir, d'altres van fer emboscades i d'altres van carregar sense cap mena de planificació.

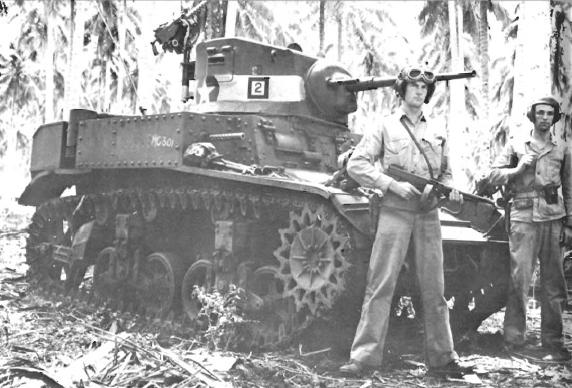
Un tanc M3 Stuart nord-americà dins l'espessa jungla de Guadalcanal durant la invasió de 1942.

L'arribada a les platges per part de la força estatunidenca és extremadament pacífica i a penes troben resistència costanera al desembarcament, en gran part gràcies a l'atac naval previ. Els japonesos al comprovar que eren àmpliament superats en nombre van dispersar-se i retrocedir dins l'espessa jungla, però els americans no van aprofitar l'oportunitat, tement una emboscada. Mentre avançaven van anar trobant magatzems amb menjar i armament que els japonesos han abandonat en la fugida. Més convençuts que havien fugit, els americans van apressar el pas i el segon dia van aconsegueir arribar a l'aeròdrom. A aquesta pista se la batejà com a Henderson, en honor del pilot Lofton R. Henderson que va perdre la vida a la batalla de Midway. Mentrestant una altra força expedicionària desembarca a les altres illes que envolten Gudalcanal.
Els aliats també van desembarcar a Tulagi, Gavutu i Tanambogo (al nord de Gudalcanal) on, per primer cop, comproven com els soldats japonesos lluiten amb fervor i fúria inhumanes però perden terreny de forma inevitable a Tulagi i Gavutu. A Tanambogo, les forces nipones aconsegueixen rebutjar les primeres envestides de l'atac nord-americà. Al desembarcar uns tancs, els japonesos fan una càrrega i els ruixen amb combustible cremant-los, al sortir la tripulació els maten brutalment, però queden exposats al foc de la infanteria que cobreix els tancs i són completament aniquilats, deixant l'illa indefensa.

## Contraatac japonès, la batalla naval de Savo
A partir d'aquest moment l'alt comandament japonès pren la decisió de posar en alerta màxima les forces que tenia reservades per a la invasió de Nova Caledònia, les Illes Fiji i Samoa. Els nipons creuen que han de respondre amb la major violència possible per a repel·lir l'atac aliat. El comandant de Rabaul, l'almirall Gunichi Mikawa, amb el consentiment de Isoroku Yamamoto va actuar amb gran rapidesa i valor i va moure ràpidament 5 creuers pesats, 2 de lleugers i 1 destructor el 8 d'agost. Al mateix temps l'aviació de reconeixement japonesa busca els portaavions americans. Mikawa intentà fer un cop intens que obligués a les forces aliades a replegar-se, avortant la invasió de Guadalcanal.

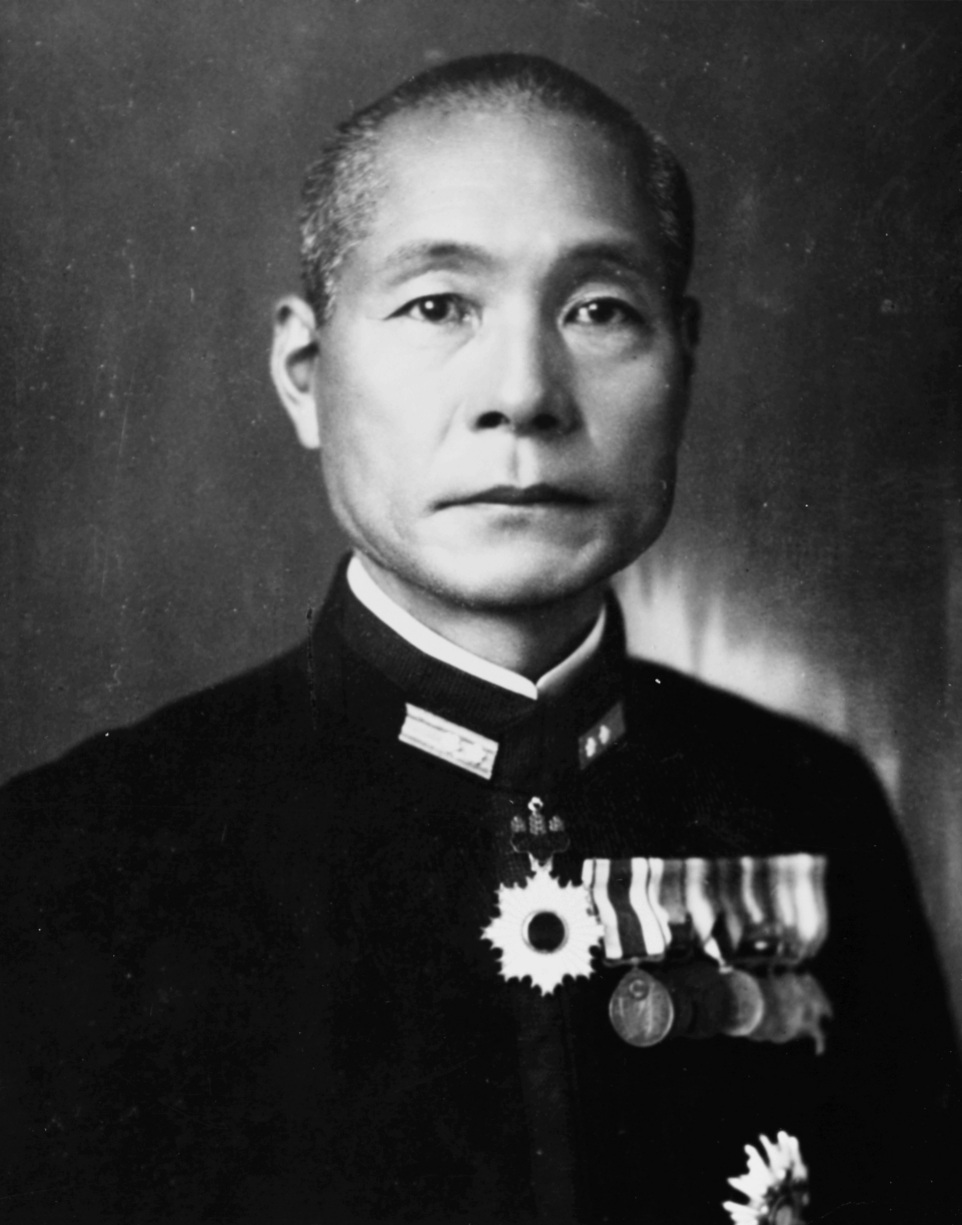
Almirall Gunichi Mikawa, artífex de la derrota naval més gran dels americans després de Pearl Harbor, va dirigir brillantment la seva flota enfonsant 4 creuers pesants aliats.

A partir d'aquest moment la flota americana es veu constantment sota un intens atac aeri que ha de repel·lir amb canons antiaeris, mentre la flota de Mikawa s'acosta silenciosament. Fletcher patint per la seva flota, ja que l'atac japonès era imparable, les forces aliades no estaven preparades per un atac aeri nocturn i li faltava combustible i avions, va fer retirar tots els vaixells. Simultàniament l'almirall Turner també es retirà, deixant la primera força d'invasió americana sense cobertura naval. A Guadalcanal només hi restaven els vaixells de suport a les invasions de Tulagi, Savo i Tanambogo. El contraatac aeri de Mikawa va resultar tot un èxit, fent retrocedir i dispersar la flota aliada, alhora que la seva flota ocupava l'espai que tenien abans entre Savo i Guadalcanal sense que se n'adonessin fent una de les maniobres més brillants de tota la Guerra del Pacífic.
Amb aquests ràpids avenços van trobar desprevinguts els destructors i creuers de Savo, que no havien detectat els japonesos en ser de nit entre els dies 8 i 9 d'agost. Mikawa tot i localitzar-los des d'una distància de més de 10.000 metres va ordenar que no disparessin i va preferir esperar, trobant més vaixells que no sabien de la seva existència. Els americans sense saber-ho s'anaven posant a una trampa en entrar al mar de Savo. Mikawa es movia a prop de la costa evitant que els radars el detectessin, a més a més sabia que la marina nord-americana no estava ben entrenada per a combat nocturn i que tenia totes les de guanyar. Un cop va tenir-los a la posició desitjada un grup d'hidroavions va passar per sobre de la posició dels vaixells americans i van deixar anar bangales per il·luminar-los i a l'hora 01:37 del 8 d'agost de 1942 els japonesos van començar un atac brutal i precís amb l'artilleria i els monstruosos torpedes de 610 mm. Els vaixells aliats sotmesos a tal bombardeig nocturn, facilitat per les bengales japoneses i la sorpresa, no van tenir cap possibilitat i van perdre els creuers Camberra, d'Austràlia, i el Chicago, dels EUA. El Camberra va enfonsar-se a les 01:44 per 2 impactes de torpedes i 24 d'artilleria i el Chicago tot i poder esquivar alguns torpedes a l'últim moment va rebre'n un tot seguit d'un altre de 203 mm a les 01:47.

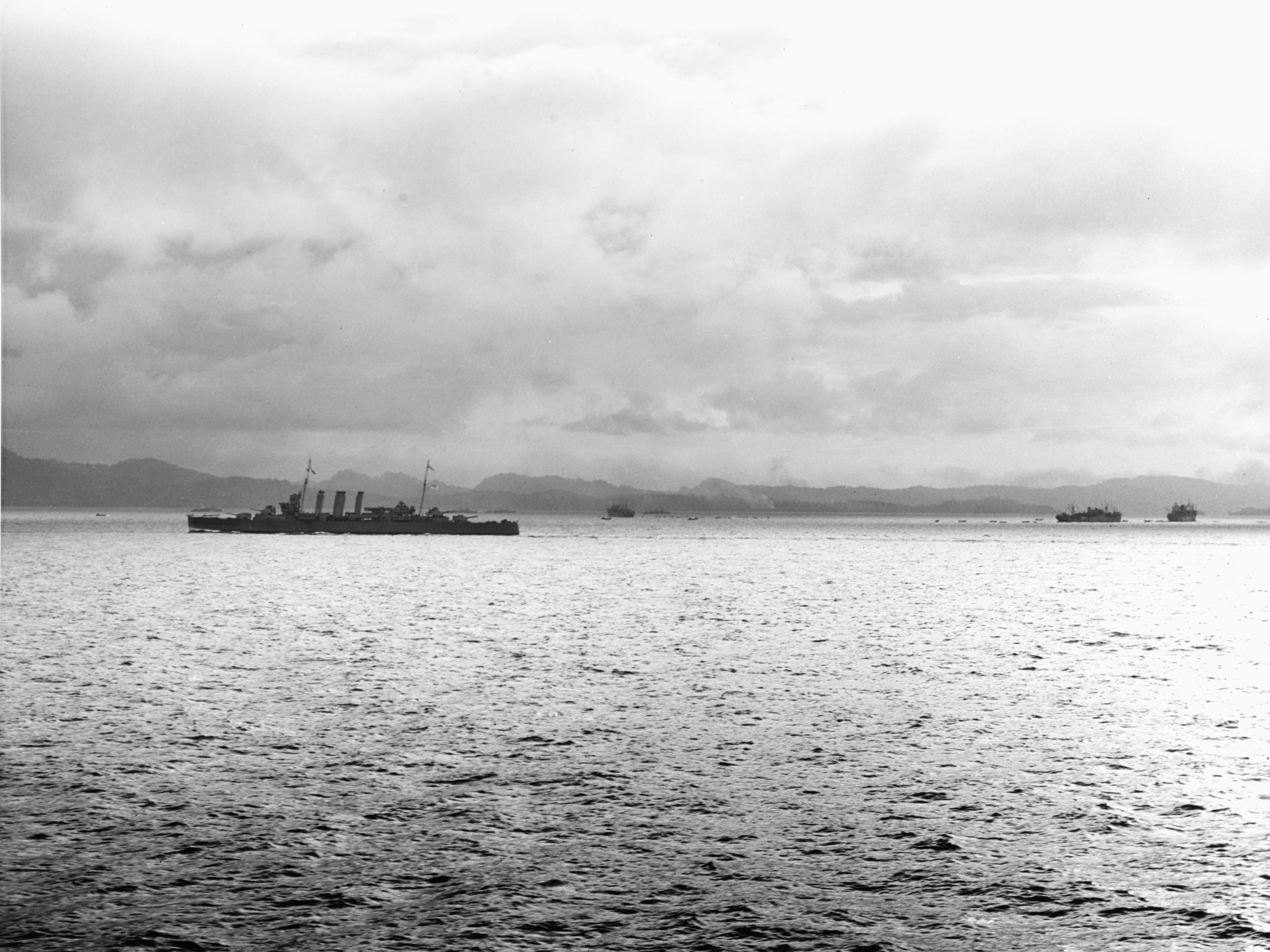
HMAS Canberra donant suport al desembarcament de Tulagi al 7-8 d'agost poques hores abans de ser enfonsat durant l'atac nocturn de Savo.

Abatuts ambdós creuers sense haver patit ni un impacte, Mikawa continuà el ferotge atac amb celeritat. Avançà fins a la resta de la flota on trobà més creuers. A les 01:50 el Chokai encén els seus projectors contra els sorpresos vaixells nord-americans i la resta de la flota japonesa fa el mateix, deixant-los encegats. Des de 7.500 metres comencen un llançament de torpedes i d'artilleria contra la immòbil flota aliada que només fa que rebre impactes. Alguns capitans americans no es podien creure que els japonesos haguessin aconseguit escolar-se per entre la seva flota i no s'atrevien a disparar per por d'estar-se canonejant entre ells. A això hi va contribuir que els projectils que usaven els nipons portaven, com els americans, un colorant per veure on impactaven els projectils. El capità del Vincennes va demanar per ràdio, encara convençut que estava sent atacat per un aliat, que apaguessin els reflectors, però els japonesos van continuar el seu atac i van provocar-li nombrosos incendis pel gran nombre de foc artiller que va rebre a més de torpedes i a les 02:15 el Vincennes ja estava completament envoltat de flames i s'enfonsava lentament deixant 332 morts i 258 ferits.
Mikawa va continuar arrasant la flota aliada, i la següent nau a enfonsar-se va ser el Quincy que no va ni tenir temps de moure les seves torres triples de 203 mm abans de rebre incontables impactes que van encendre-li la coberta i van fer-lo enfonsar a les 02:35 poc després s'enfonsava el Vincennes que feia estona que cremava intensament. Durant el bombardeig a la flota aliada també 2 destructors van rebre nombrosos impactes, que tot i els incendis que van provocar, van aconseguir sobreviure a l'atac. A les 02:23, Mikawa, després de consultar amb l'Estat Major es retirava de Savo sense atacar els transports aliats ni les forces d'invasió. El vessament de sang hauria pogut ser molt major si Mikawa, que tot i ser un valent comandant com va demostrar, no s'hagués retirat, ja que encara quedava molta nit al davant i sense flota de protecció ni cobertura aeronaval dels portaavions la resta de la flota estava venguda.

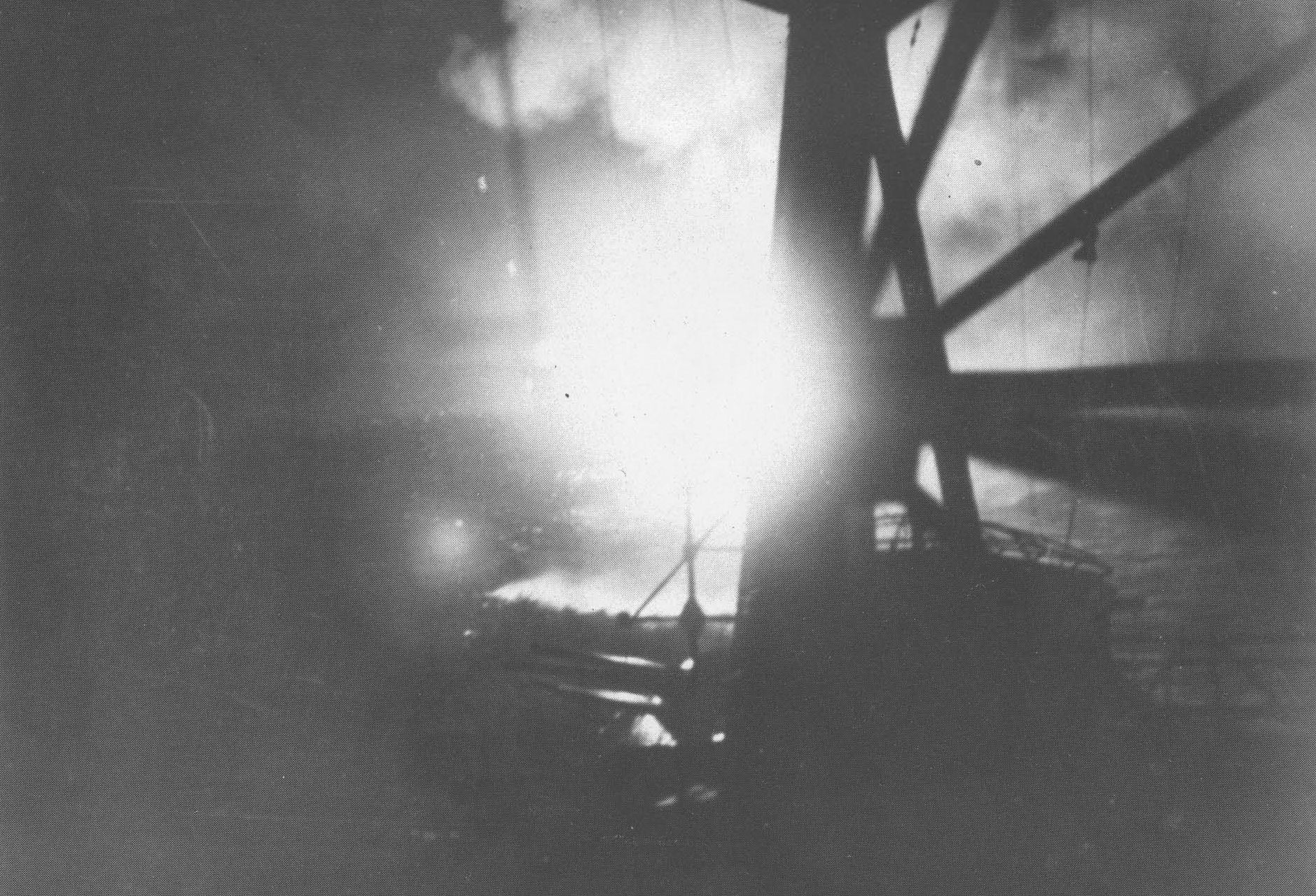
Imatge presa des del Chokai d'una bengala il·luminant la flota de suport aliada durant l'atac de Savo.

En total durant la brillant ofensiva nocturna de Mikawa es van disparar 61 torpedes i més de 1.700 projectils. I van enfonsar 4 creuers pesats a més de danyar 2 destructors causant 1.023 morts i 709 ferits en menys d'una hora. Els japonesos a penes van patir una dotzena de baixes i cap vaixell va resultar avariat encara que van rebre algun impacte fortuït.

## Operacions terrestres
Fletcher va continuar retrocedint amb els portaavions, però les tropes que ja havien desembarcat no van parar el seu avenç. Els 11.000 marines a Guadalcanal primerament es van concentrar en formació defensiva al voltant de l'aeròdrom, passant els subministraments que encara hi havia als vaixells cap al centre. La seva prioritat va ser reconstruir la pista al més aviat possible, majoritàriament i van treballar equips japonesos capturats i treballadors coreans que s'havien rendit.
Van aconseguir desembarcar 5 dies d'aliments, que juntament amb el menjar que havien capturat dels magatzems japonesos els va donar suficients queviures per aguantar 14 dies fent dos àpats diaris. Un greu problema amb el que es van trobar van ser els casos de disenteria, que afectava a 1 de cada 5 marines. Mentrestant els japonesos s'havien reagrupat a l'oest del Matanikau i subsistien de cocos. També hi havia un grup de japonesos a Taivu, a uns 35 quilòmetres a l'est del perímetre de defensa americà. El 8 d'agost un destructor japonès de Rabaul va desembarcar 113 soldats i queviures que van servir de reforç a la posició de Matanikau. La nit del 12 d'agost, un grup de 25 soldats dels EUA, dirigit pel tinent coronel Frank Goettge, va aterrar en vaixell a l'oest del perímetre de defensa i va iniciar un reconeixement amb objectiu secundari d'intentar convèncer a les forces japoneses restants perquè es rendissin. Poc després d'iniciar el reconeixement van caure en una trampa de les forces japoneses i pràcticament van ser anihilats.

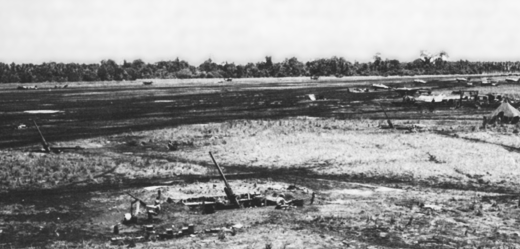
Fotografia del camp d'aviació Henderson protegit amb canons antiaeris de 90 mm dels bombardeigs nipons.

En resposta, el 19 d'agost, Vandegrift va enviar tres companyies dels EUA per atacar a les tropes a l'oest del Matanikau. Una de les companyies atacava a través del banc de sorra a la desembocadura del riu Matanikau mentre que una altra creuava el riu, de 1.000 metres, i atacaven a les forces japoneses ubicades al poble de Matanikau. La tercera companyia va anar en vaixell cap a l'oest i va atacar el poble Kokumbuna. Després d'una breu ocupació dels dos pobles, les tres companyies de Marina va tornar al perímetre de Lunga, el perímetre defensiu inicial, havent matat a uns 65 soldats japonesos, i havent patit només 4 morts. Aquesta acció, anomenada de vegades com la "primera batalla de la Matanikau", va ser la primera de diverses de les principals accions al voltant del riu Matanikau durant la batalla de Guadalcanal.
El 20 d'agost, el vaixell USS Long Island va lliurar dos esquadrons d'avions de marina a l'aeròdrom. Un esquadró de 19 F4F Wildcat, i un l'altre esquadró de 12 SBD Dauntless. Els avions de l'aeròdrom de Henderson van arribar a ser coneguts com la "Força Aèria Cactus"(CAF). Els avions de Marina va entrar en acció l'endemà, lluitant contra els pràcticament diaris bombardeigs lleugers dels nipons. El 22 d'agost, van arribar a l'aeròdrom 5 avions més que es van unir als escamots de defensa de l'illa.

## Batalla de Tenaru
Mentre els aliats anaven assegurant les posicions que havien pres a Guadalcanal, els comandaments japonesos van ordenar una ofensiva per a foragitar-los. Un grup de forces de Rabaul, sota el control del tinent general Harukichi Hyakutake, va salpar amb el suport de les forces navals nipones, inclosa la Flota Combinada sota el lideratge d'Isoroku Yamamoto, que estava amarrada a Truk. El 17è exèrcit japonès, el grup al que s'havia encarregat la reconquesta de Guadalcanal, havia lluitat ferotgement a les campanyes de Nova Guinea i estava debilitada i fragmentada. Alguns dels seus operatius estaven a Palau, d'altres a les Filipines i d'altres embarcades prop de Guam.

Fotografia dels soldats japonesos massacrats prop del riu Ilu, sent registrats pels soldats aliats.

Tot i així, es va ordenar a totes les unitats disponibles que iniciessin l'atac. Totes les forces van començar a mobilitzar-se rumb a Guadalcanal. Els primers a arribar van ser els soldats del comandant Ichiki, 917 homes, el dia 19 d'agost que van desembarcar dels destructors a Taivu Point, a l'est del perímetre de Lunga aliat. Van fer una marxa al voltant del perímetre de Lunga durant un parell de dies i subestimant les forces aliades, el grup va atacar un atac frontal nocturn contra les posicions dels marines al "Riu Ilu" a l'est del perímetre de Lunga a primera hora del 21. Els marines van contestar amb força i rapidesa i els japonesos van patir severes baixes, l'endemà els marines van contraatacar eliminant els soldats supervivents de l'assalt del dia anterior. El comandant Ichiki també va morir, però no en mans enemigues. En veure la magnitud del desastre va fer-se el seppuku. Finalment dels 917 membres de l'atac inicial només se'n van escapar 128, aquests van retrocedir fins a Taivu Point i van notificar la seva derrota tot sol·licitant nous reforços per reprendre l'atac.

## Batalla de l'est de les Illes Salomó
El portaavions USS Enterprise (CV-6) estava sent atacat i torpedinat per avions a l'est de les Salomó. A l'acabament de la batalla de Tenaru, els japonesos encara estaven enviant més reforços per intentar reconquistar l'illa novament. Tres transports van salpar de Truk, el 16 d'agost, portant 1.400 soldats, la resta de la companyia d'Ichiki. A més a més també s'havien adjuntat 500 soldats d'elit de la companyia 5a Yokosuka, una força especialitzada en desembarcaments navals.
Els transports eren protegits per 13 vaixells de guerra comandats per l'almirall Raizo Tanaka, que havia planejat desembarcar les tropes a Guadalcanal el 24 d'agost. Per cobrir els desembarcaments d'aquesta tropa i defensar el posterior atac a l'aeròdrom de Henderson Yamamoto va donar ordres a Chuichi Nagumo de sortir, el 21 d'agost, amb una força de 3 portaavions i 30 vaixells de suport.

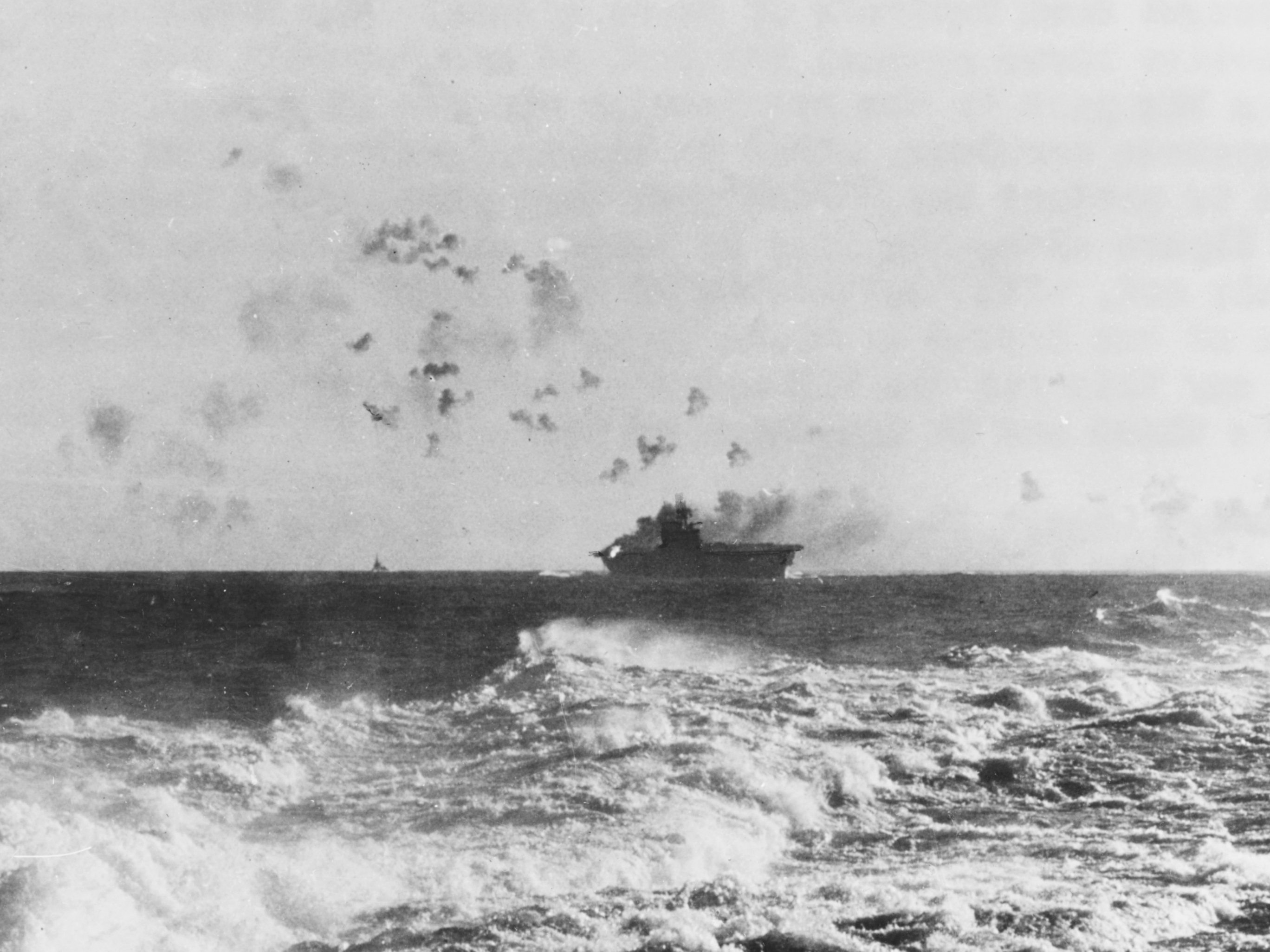
Fotografia de l'USS Enterprise atacat i incendiat per les forces japoneses el 24 d'agost del 1942

Simultàniament tres portaavions dels EUA, sota les ordres de Fletcher, van aproximar-se a Guadalcanal per repel·lir la contraofensiva japonesa. El 24 i 25 d'agost es va lliurar una intensa batalla a l'est de les Salomó que resultà en la retirada d'ambdues forces després de rebre danys significatius. Els japonesos van perdre un portaavions lleuger, i el grup de desembarcament de Tanaka va veure's obligat a retirar-se a causa de l'enfonsament d'un dels transport per l'atac aeri d'un avió que havia sortit des de l'aeròdrom de Henderson.

## Fortificació aèria i terrestre de l'aeròdrom de Henderson
De mica en mica, l'aeròdrom de Henderson es va anar fortificant, per terra i aire, tot i els atacs que tan sovint dirigien els japonesos. Durant l'agost van anar arribant avions i pilots dels EUA a les pistes de Henderson, al final de l'agost del 1942 ja hi havia 64 avions de diverses classes a l'aeròdrom, aptes per a la defensa de l'illa. El 3 de setembre va arribar el Brigadier General Roy Stanley Geiger, amb tot el seu departament, que va prendre el control de les operacions aèries de l'aeròdrom. Durant el seu comandament, les batalles entre els bombarders i caces nipons (provinents de Rabaul) contra les forces estacionades a l'aeròdrom de Henderson se succeirien pràcticament cada dia.

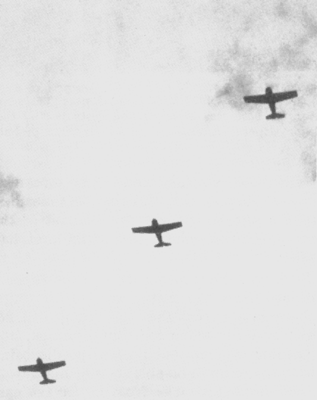
Fotografia de 3 F4F Wildcat ascendint per a contraatacar les forces nipones durant l'agost o principis de setembre de 1942

Els combats aeris van ser intensos, entre el 26 d'agost i el 5 de setembre les forces americanes van perdre 15 avions, mentre que els japonesos uns 19. La meitat de la tripulació aliada va ser rescatada, la majoria dels japonesos mai van ser trobats. Els vols de 8 hores des de Rabaul fins a l'aeròdrom de Henderson, 1.800 km en total, dificultaven molt la tasca de domini del cel que pretenien imposar els japonesos. Els guardacostes australians de les illes de Bougainville i Nova Georgia solien veure els combois de bombardeig aeri japonesos i eren capaços d'alertar les forces de Guadalcanal amb molta antelació, permetent que els pilots nord-americans aixequessin el vol i es preparessin contra els avions nipons que anaven a atacar.
Simultàniament, Vandegrift va continuar dirigint els esforços de millorar les defenses terrestres del perímetre de Lunga. Entre el 21 d'agost i el 3 de setembre, va recol·locar tres batallons de soldats dels USA, incloent-hi el 1r Batalló d'Assalt, sota el comandament de Merrit A. Edson (coneguts entre la tropa com els Assaltants d'Edson). També va fer moure el 1r Batalló de Paracaigudistes que estava a Tulagi (on van patir un gran nombre de baixes) va passar a donar suport a Guadalcanal, on van romandre sota el comandament de Merrit A. Edson. Aquests moviments van enfortir les forces terrestres en 1.500 homes, dels ja originals 11.000 soldats que hi havia defensant l'aeròdrom de Henderson.
L'altre batalló recol·locat va ser el 5è Regiment de Marines, que va ser desembarcat amb bots per l'oest del Matanikau a prop de la vila de Kokumbuna el 27 d'agost amb missió d'atac contra les posicions defensives japoneses. Durant l'atac de l'endemà però, van trobar que el terreny era dificultós, feia sol i els faltaven provisions. Els japonesos per la seva banda estaven molt ben atrinxerats. L'endemà però, els japonesos es van retirar durant la nit, i els Marines van haver de tornar al perímetre de Lunga havent provocat vint baixes als japonesos hi havent perdut 3 homes.
Durant els dies 23 i 29 d'agost i també l'1 i 8 de setembre van arribar més soldats al perímetre de Lunga així com més menjar, municions, combustible per a avions i tècnics d'aeronàutics. L'1 de setembre també va arribar un comboi de 392 constructors i enginyers per a mantenir i millorar l'aeròdrom de Henderson i les defenses del perímetre.

## Tòquio express
El 23 d'agost, per la banda dels japonesos, la 35a Brigada d'Infanteria de Kawaguchi havia arribat Truk i havia embarcat a un grup de transports pesats per a la resta de viatge per Guadalcanal. Els danys que van patir els japonesos al grup de desembarcament de Tanaka, durant la Batalla de l'est de les Salomó, van fer que l'alt comandament es replantegés l'enviament de més forces en transports lents. Aquestes tropes que van ser embarcades, en comptes de tornar a lluitar van ser enviades a Rabaul. Des d'allà els japonesos van planejar d'enviar al grup de Kawaguchi fins a Guadalcanal amb destructors, desembarcant a la base naval de les Illes Shortland.

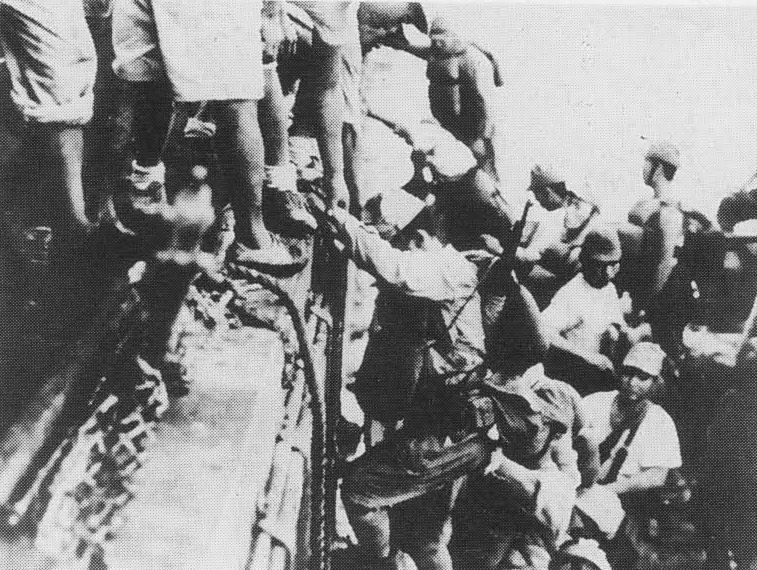
Fotografia de nombrosos soldats japonesos pujant a un destructor per al que ells anomenaven "Transport de rates", 1942.

Els destructors japonesos, durant la campanya, solien fer uns moviments nocturns passant per Nova Georgia i Guadalcanal en una sola nit. Això minimitzava l'exposició dels destructors als atacs aliats i permetia bombardejar les posicions on havien desembarcat els aliats i subministrar queviures i soldats. Aquests destructors van ser denominats "Tokyo Express" pels aliats i "Transport de rates" pels japonesos.
Enviar les tropes d'aquesta manera tan pràctica però, impossibilitava enviar la majoria de l'equipament i queviures pesants com artilleria pesant, vehicles, i les grans quantitats de menjar i municions necessàries per a tota la tropa que tenia l'Imperi del Japó a Guadalcanal. A més a més aquesta tècnica impedia als destructors de protegir els bucs de càrrega que tan imperiosament necessitaven defensar. Tot i així, la inhabilitat o reticència dels previnguts comandants navals Aliats (que havien quedat ben escarmentats a la Batalla naval de Savo) feia que aquests destructors mai fossin atacats, d'aquesta manera els japonesos controlaven totalment els mars del voltant de les illes Salomó durant les nits.
Però quan sortia el sol, qualsevol vaixell japonès que encara estigués dintre el radi d'acció de l'aeròdrom de Henderson (uns 320 km), estaria en greu perill d'atac, car de dia els pilots aliats no tenien por de volar per atacar els vaixells de guerra nipons. Aquesta tàctica en que japonesos i aliats es tornaven el control dels mars va durar durant diversos mesos de la campanya de Guadalcanal. Entre el 29 d'agost i el 4 de setembre, diversos creuers lleugers, destructors i petroliers van poder desembarcar a prop de 5000 soldats a Taivu Point, incloent-hi la 35a Brigada d'Infanteria, gran part del 4t Regiment i la resta del Regiment del comandant Ichiki. El general Kawaguchi, que va desembarcar a Taivu Point el 31 d'agost en un dels passeigs nocturns del Tokyo Express, dirigiria les forces japoneses desplegades a Guadalcanal. Un altre bast comboi, posteriorment, va carregar 1000 soldats japonesos més de la brigada de Kawaguchi, sota el control del Coronel Akinosuke Oka, de Kamimbo, a l'oest del perímetre de Lunga, agrupant així una gran força pel bàndol japonès.

## Batalla d'Edson Ridge

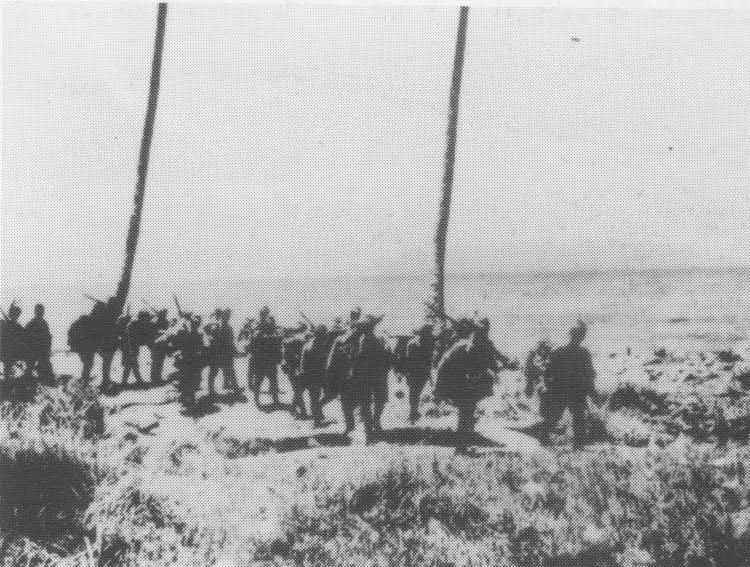
Fotografia d'una marxa japonesa, vora la costa, dirigint-se cap a la batalla d'Edson Ridge.

El 7 de setembre, Kawaguchi va anunciar el seu pla d'atac per derrotar els nord-americans dels voltants de l'aeròdrom. Kawaguchi va rumiar un pla en el qual les seves forces es dividien en tres grups, a continuació, s'apropaven al perímetre de Lunga que havien establert els americans i a continuació atacaven durant la nit aprofitant que no podrien tenir suport d'artilleria o aviació. El primer grup, les forces d'Oka, atacarien el perímetre des de l'oest, alhora que el grup d'Ichiki, rebatejat com a Batalló Kuma, colpejaria l'enemic des de l'est. Finalment, l'últim i el més nombrós grup, atacaria pel centre dirigit pel mateix Kawaguchi. En total 3000 japonesos atacarien dividits al llarg de tot el perímetre de defensa dels EUA. La majoria de tropes van sortir el mateix dia, dirigint-se cap a la zona d'atac, caminant vora la costa. Només uns 250 soldats van restar a la base per defensar la zona de desembarcament de provisions que havien establert a Taivu.
Mentrestant, un grup d'exploradors sota la direcció de Martin Clemens, un oficial australià del protectorat les Illes Salomó, i un oficial britànic de Guadalcanal van dur informes als Marines dels japonesos de Taivu, a prop de la vila de Tasimboko. Edson va planejar un altre atac a la concentració japonesa de Taivu. El 8 de setembre, després de ser desplegats a Taivu amb llanxes, els soldats d'Edson van capturar Tasimboko de mans dels japonesos, que veient la superioritat dels nord-americans es van replegar a la jungla. A Tasimboko, els soldats van descobrir el dipòsit de subministraments principal dels japonesos. Van saquejar grans quantitats menjar, municions, armes, material sanitari i també una potent ràdio d'ona curta. A continuació, un cop van haver recollit tot el que van voler, destruïren tot el que quedava excepte alguns plànols, documents i equipament. Acabada la ràtzia van tornar cap al perímetre de Lunga amb la resta de les seves forces.

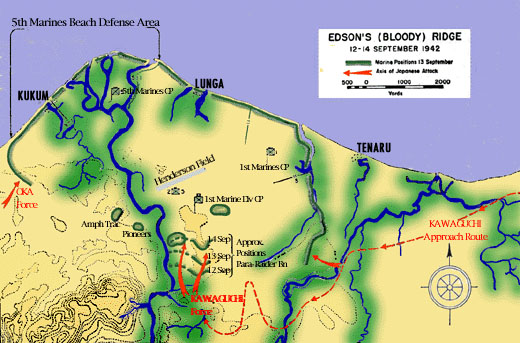
Mapa de les posicions americanes i dels moviments japonesos durant l'atac d'Edson Ridge el setembre del 1942.

El material capturat, tan material com documentació, va mostrar als americans que els japonesos havien reunit un gran contingent i que estaven preparant un gran assalt, d'almenys 3000 homes, contra tot el perímetre de Lunga.
Edson i l'oficial d'operacions Gerald C. Thomas van imaginar-se, que els japonesos dirigirien el primer atac contra una posició avantatjosa pel camuflatge. Al sud del perímetre, en paral·lel al riu Lunga, hi havia una carena, plena de vegetació, d'uns 910 m i oferia un accés natural directe a l'aeròdrom. De seguida van ordenar que aquell punt fos reforçat, ja que pràcticament estava sense tropa. L'11 de setembre, uns 840 homes del batalló del comandant Edson van ser desplegats a l'àrea.
La nit del 12 de setembre, les força central de Kawaguchi, va atacar durament el perímetre entre el riu Lunga i la carena forçant un grup de marines a retrocedir fins al cim de la cresta però sense avançar més. La nit següent, Kawaguchi va enfrontar-se a la companyia que Edson havia desplegat a la carena. 830 homes nord-americans estaven atrinxerats allà, davant seu: 3000 soldats japonesos i alguna peça d'artilleria lleugera. Els japonesos van atacar quan ja començava a fosquejar, van aconseguir trencar les línies nord-americanes i passades les primeres posicions van ser aturats pels marines que estaven protegint la part nord de la carena.
Dues companyies de Kawaguchi van carregar contra les posicions sud i van forçar a les tropes americanes a replegar-se al "Turó 123 (Hill 123)" al centre de la cresta. Els marines arribats a aquest punt van mantenir la posició, ajudats per un intens foc artiller aliat, de les càrregues d'infanteria frontal japoneses, que sovint acabaven en lluites cos a cos amb baionetes i punyals i altres arma blanques. Alguns soldats japonesos van aconseguir passar la cresta, pels laterals, mentre els seus companys colpejaven directament, però aquests infiltrats també van ser rebutjats per una línia més endarrerida de nord-americans prop de l'aeròdrom. Els altres atacs, que simultàniament es van dirigir, també van ser repel·lits patint un nombre molt elevat de baixes en tots els fronts. El 14 de setembre, els soldats restants de la brigada de Kawaguchi van retrocedir en una marxa de cinc dies fins a l'oest del Matanikau per reagrupar-se amb la companyia de l'oficial Oka, que havia atacat l'oest del perímetre de Lunga. En total van morir 850 japonesos durant l'assalt, enfront de 104 marines que van perdre la vida lluitant en les ben protegides defenses.
L'oficial Hyakutake a Rabaul en assabentar-se de la desfeta de l'atac de Kawaguchi el 15 de setembre va notificar-ho immediatament a l'alt comandament japonès. En una sessió d'emergència, les altes esferes japoneses van concloure que Guadalcanal es convertiria en una batalla decisiva de la guerra i que era molt important una victòria esclafant pel bàndol nipó. Hyakutake va adonar-se que li seria impossible donar suport complet als dos fronts que tenia (Nova Guinea i Guadalcanal). Amb l'aprovació del Quarter General, va ordenar a les forces de Nova Guinea que es retiressin fins que Guadalcanal fos reprès. Hyakutake, mentrestant, va preparar nous enviaments de material i soldats per a reintentar l'assalt a l'estratègic aeròdrom de Henderson.

## Reforços

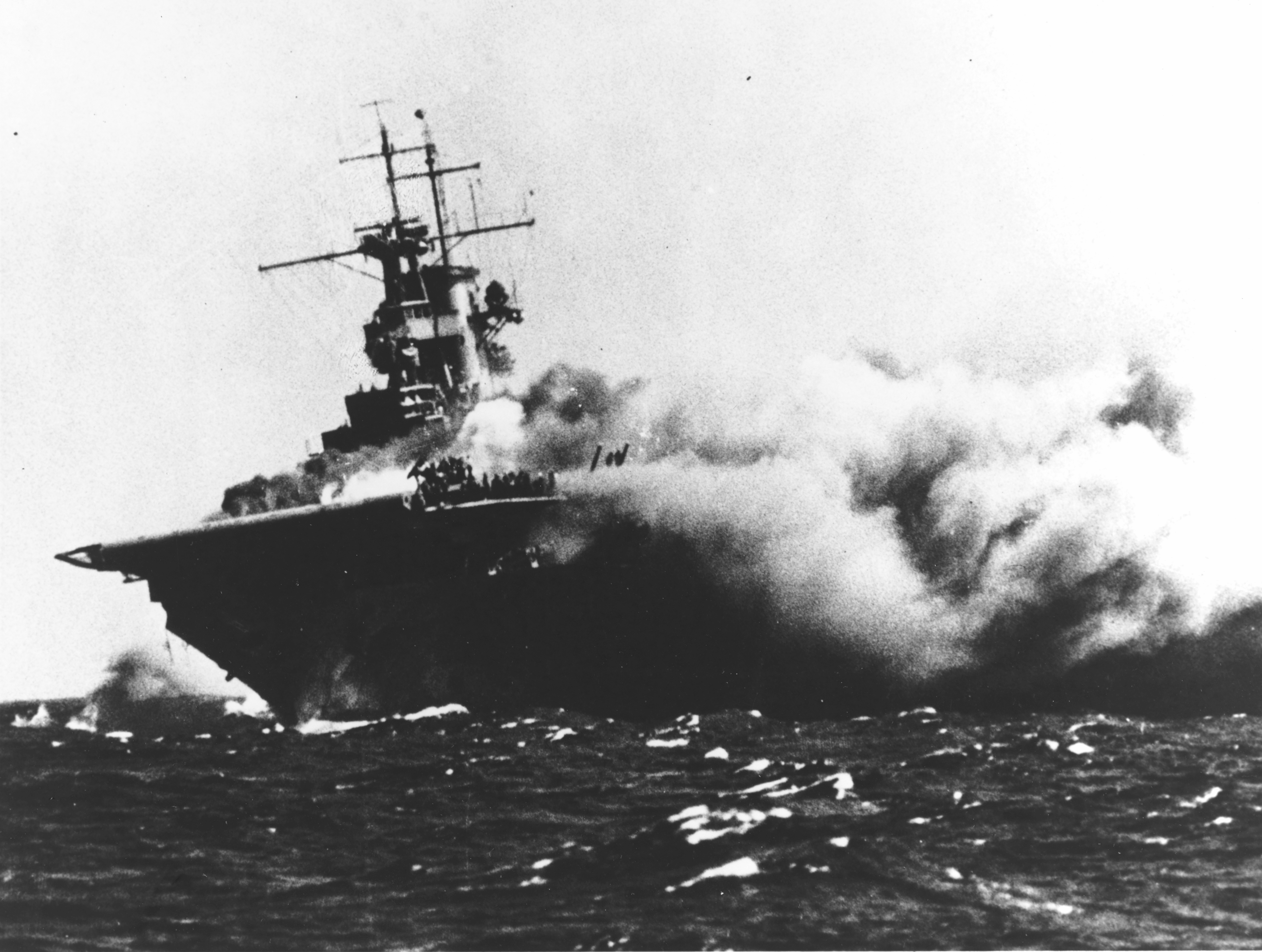
Imatge del portaavions aliat USS Wasp cremant intensament després de l'impacte d'un torpede provinent d'un submarí imperial.

Mentre els japonesos es reagrupaven a l'oest del Matanikau, les forces dels Estats Units es van concentrar en fortificar i millorar les defenses del perímetre de Lunga. El 14 de setembre, Vandegrift va fer un altre moviment de forces. El 3r Batalló i el 2n Regiment de Marines (parcialment), van moure's de Tulagi cap a Guadalcanal.
El 18 de setembre un comboi naval aliat va lliurar 4.157 homes a Guadalcanal a la provisional 3a Brigada de Marines (el 7è Regiment més un batalló de la 11è Regiment de Marines i algunes altres unitats de suport). També va subministrar combustible d'avions, 137 vehicles, tendes, municions, menjar i equipament i material per als enginyers.
Aquests reforços van permetre a Vandegrift de començar, el 19 de setembre, el restabliment de les trencades línies defensives al voltant del perímetre de Lunga. Cobrint el comboi, el portaavions USS Wasp va ser enfonsat pel submarí japonès I-19 al sud-est de Guadalcanal. Durant aquest període només va quedar un portaavions cobrint l'àrea, l'USS Hornet, encara que aviat n'arribarien més. Vandegrift també va fer canvis en els líders de les unitats de combat, transferint líders no capaços a altres llocs fora de Guadalcanal i ascendint joves que havien demostrat capacitat de lideratge en combat.
Durant aquest període, les batalles aèries van parar. Els avions japonesos no podien aixecar el vol a causa del mal temps i, entre el 14 de setembre i el 27 de setembre, només van poder dedicar-se a reforçar les seves files. Els japonesos van subministrar 85 caces i bombarders a Rabaul mentre que els americans van rebre 23 caces a l'aeròdrom de Henderson. El 20 de setembre, els japonesos comptaven amb una força de 117 avions a Rabaul i els aliats disposaven de 71 avions a Henderson.
El 27 de setembre els japonesos van tornar a atacar Guadalcanal el 27 de setembre, passat el mal temps, que va ser contestat pels americans de les pistes de Henderson.
Mentrestant les forces terrestres nipones van començar a preparar el seu següent intent de capturar l'aeròdrom. El 3r Batalló i el 4t Regiment d'Infanteria van ser desembarcats a la badia de Kamimbo, oest de Guadalcanal, l'11 de setembre. Aquests homes van arribar massa tard per a l'ofensiva de Kawaguchi i, per tant, van unir-se a les forces d'Oka a prop del Matanikau. El Tokyo Express va transportar molts queviures i municions, i també tropes (280 homes) que van engruixir les files japoneses. Els japonesos tenien previst un enviament encara més gran de soldats (17.500 soldats) que atacarien el perímetre de Lunga el 20 d'octubre de 1942.

## Accions al Matanikau
Els dirigents de les forces de Guadalcanal aliats eren conscients que les tropes de Kawaguchi repel·lides durant l'atac a la cresta d'Edson s'estaven retirant cap a l'oest del Matanikau i un gran nombre de les tropes s'estava quedant endarrerida i dispersa respecte al grup principal. Aquests grups dispersos entre el perímetre de Lunga i el riu Matanikau van ser l'objectiu de Vandegrift que va decidir dirigir una sèrie de petits atacs a aquesta zona. L'objectiu era intentar eliminar el màxim nombre possible de tropes nipones i deixar el cos central de les forces imperials molt afectada, evitant una possible consolidació de les tropes al voltant del perímetre.

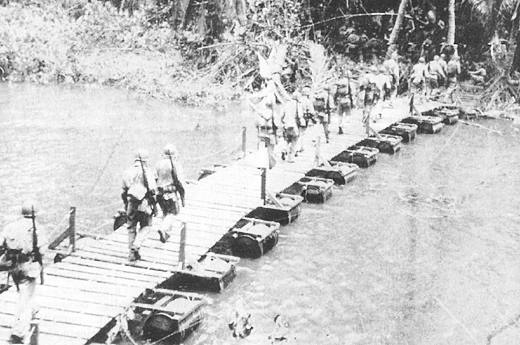
Soldat americans, a finals de setembre o principis d'octubre, creuant el Matanikau per a colpejar les posicions enemigues.

La primera operació dels marines va intentar atacar les forces japoneses de l'oest del Matanikau, entre el 23 i el 27 de setembre, diversos grups de marines van ser repel·lits amb duresa. Durant l'operació tres companyies de Marines es van rendir a les forces nipones. Molt pocs marines van escapar de l'atac i no van ser morts o capturats, i en part va ser gràcies a reforços que van desembarcar i al destructor USS Monssen (DD-436) que va donar-los cobertura naval.
La segona operació va ser entre el 6 i 9 d'octubre. Una gran força de marines va aconseguir creuar el Matanikau satisfactòriament i va atacar les forces japoneses que acabaven de desembarcar: la 2a Divisó d'Infanteria i el 4t Regiment d'Infanteria (que va patir greus baixes). Aquesta acció va comportar una petita victòria estratègica pels aliats que va impedir la concentració de les tropes japoneses, evitant un atac coordinat a gran escala contra el perímetre defensiu americà.
Entre el 9 i 11 d'octubre el 1r i 2n Batalló de Marines van conduir un petit grup de japonesos 48 km a l'est del perímetre de Lunga a Garabusu i Koilotumaria, prop de la badia d'Aola. Durant la ràtzia els americans van causar 35 baixes entre els japonesos i van perdre 17 marines i 3 homes del personal de la marina.

## Batalla de Cap Esperança
La nit de l'11 d'octubre, les forces navals japoneses de les illes Salomó sota el comandament de Gunichi Mikawa van marxar direcció Guadalcanal per subministrar les tropes terrestres. El comboi estava format per dos portahidroavions i sis destructors i estava dirigit pel contraalmirall Takatsugu Jojima. Al mateix temps, en una missió de bombardeig a l'aeròdrom de Guadalcanal per destruir el màxim d'infraestructura i material possible, tres creuers pesats i dos destructors sota el comandament del contraalmirall Aritomo Gotō van salpar també en direcció a Guadalcanal.

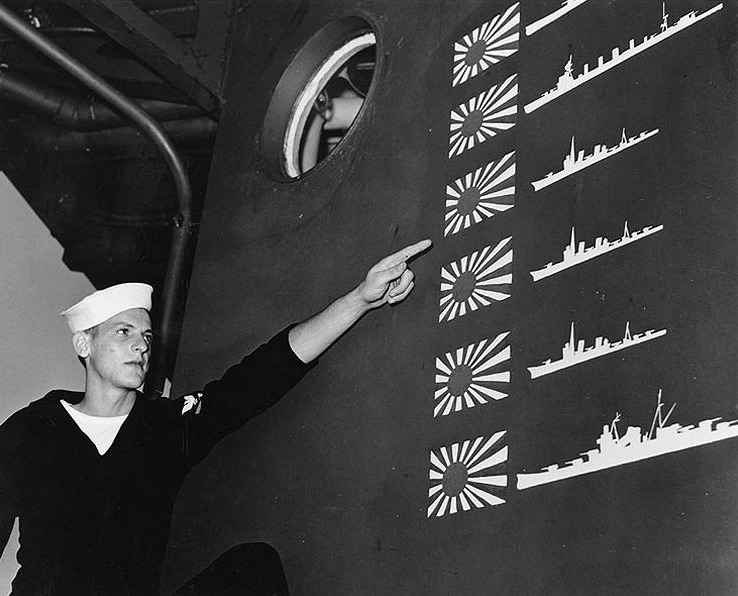
Mariner de la flota americana W.R. Martin, mostrant en una pissarra les baixes que els americans pensaven que havien causat entre els vaixells japonesos. En realitat van enfonsar molts menys vaixells, però era un fet comú a la Segona Guerra Mundial l'errar en el recompte de baixes.

Poc abans de la mitjanit de l'11 d'octubre, a les 23:32, una força nord-americana de 4 creuers i 5 destructors sota el comandament del contraalmirall Norman Scott va interceptar les forces de Gotō en direcció a l'illa de Savo, prop de Guadalcanal, tot i que no van començar immediatament l'atac perquè es pensaven que eren dels seus a causa de la mala efectivitat dels radars de l'època. Els japonesos a les 23:43 també van aguaitar la presència nord-americana, però ja fou massa tard, ja que els americans estaven en una posició tàctica avantatjosa i ja els havien identificat, a més a més Gotō es pensava que eren les forces de Jojima i la reacció fou més lenta. Tot i que els guaites van comunicar que la flota era enemiga Gotō va fer senyals lluminosos sent escèptic amb la informació dels seus vigies, però dos minuts després Norman va començar l'atac agafant desprevinguts els japonesos, i els mariners dels EUA van causar greus danys a un creuer i en van enfonsar un a més a més d'un destructor. Gotō va resultar ferit de mort durant l'escaramussa, estant a l'Aoba (el primer vaixell colpejat), això obligà a la resta de la força naval japonesa a deixar de banda la missió i fugir de l'atac. Mentre els japonesos es retiraven, a les 00:16 del 12 d'octubre, el Kinugasa va canonejar el Boise que va rebre dos impactes al polvorí del vaixell i va explotar matant 100 homes però flotant encara. A més a més, un destructor va ser enfonsat i un altre va resultar greument danyat durant l'intercanvi de foc. Scott, a les 00:16, tot i la correcta retirada japonès va ordenar als seus vaixells de virar a 330º intentant perseguir la flota nipona. La formació americana però no podia seguir la japonesa i es van començar a disgregar, a les 00:20 el foc cessà completament i Scott veient que els perdien va ordenar girar a 205º i replegar-se.
Mentrestant el comboi de Jojima va desembarcar el material a Guadalcanal i van començar el viatge de tornada cap a les Illes Salomó sense ser descoberts per les forces de Scott. A la matinada següent, quatre destructors japonesos van tornar a la zona del combat per assistir a la retirada de la tocada flota que havia combatut. Els avions nord-americans, estacionats a l'aeròdrom de Henderson, no van perdonar i a plena llum del dia van aconseguir enfonsar dos destructors més. Tot i que fou una victòria nord-americana, va servir de poc, ja que dos dies després els japonesos ja tornaven a bombardejar l'aeròdrom de Henderson causant greus desperfectes, i continuaven enviant material i tropes a Guadalcanal mantenint el domini nocturn del Tòquio express com fins aleshores.

## Bombardeig naval contra l'aeroport
Sense tenir en compte la derrota en la batalla de Cap Esperança, els japonesos van continuar els seus plans i preparacions pel seu gran contraatac a les posicions aliades a l'octubre. Els nipons van decidir arriscar-se i fer un gran enviament cap a les seves posicions a l'illa, allunyant-se de la tàctica "d'entrar i sortir" que tan bé els havia funcionat fins aleshores amb el Tòquio Express. El 13 d'octubre, un comboi compost per sis vaixells de càrrega i vuit destructors d'escolta van marxar de les Illes Shortland en direcció a Guadalcanal. El comboi japonès portava 4.500 soldats de la 16è i 23è Regiment d'Infanteria, alguns mariners, dues bateries d'artilleria pesant i una companyia de tancs.

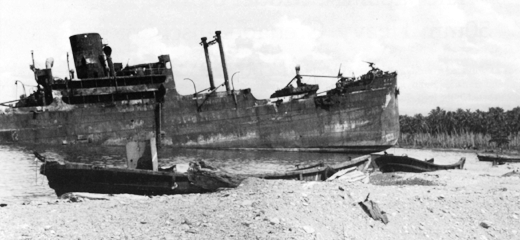
Imatge d'un dels vaixells de càrrega destruïts durant el desembarcament de material a Tassafaronga durant el 14 d'octubre.

Per protegir el comboi de l'atac de les forces aèries aliades estacionades a l'illa, Yamamoto va enviar dos vaixells de guerra amb una poderosa artilleria naval per a bombardejar fortament l'aeròdrom de Henderson i evitar un atac per aire. Passada la mitjanit del 14 d'octubre, els vaixells designats per a fer el bombardeig (Kongō i Haruna), escortats per un creuer lleuger i nou destructors, van arribar a Guadalcanal. A les 01:33 van obrir foc des d'una distància de 16 km de. Van bombardejar durant una hora i 23 minuts, els dos vaixells van disparar 973 projectils de 356 mm contra el perímetre de Lunga i l'aeròdrom, la majoria explotant a uns 2.200 metres al voltant de les pistes de l'aeroport. La majoria de les salves eren de fragmentació, especialment triades per a una major destrucció dels objectius terrestres. El fort bombardeig va destruir completament les pistes, va incendiar la majoria del combustible i va destruir 48 dels 90 avions aliats, matant també 6 pilots i 35 soldats que hi havia al camp. Immediatament acabat el bombardeig van girar cua i van tornar cap a la base naval de Truk.
Tot i l'enorme destrucció material i personal, l'aeroport de Henderson va restablir les seves pistes en poques hores gràcies a una intens treball per part del personal de l'aeròdrom. Després de ser reparades les pistes, 17 SBDs i 20 Wildcats van marxar des d'Espiritu Santo cap a Guadalcanal per suplir les baixes, i de la mateixa manera es va començar a enviar combustible. Els japonesos van aconseguir arribar a Tassafaronga a Guadalcanal a la mitjanit del 14 d'octubre i van desembarcar 4.500 homes i el comboi va marxar aquella mateixa nit. Alguns creuers pesants japonesos van aprofitar durant les nits del 14 i 15 d'octubre per tornar a bombardejar les pistes de Henderson, sense aconseguir deixar-lo inoperant.

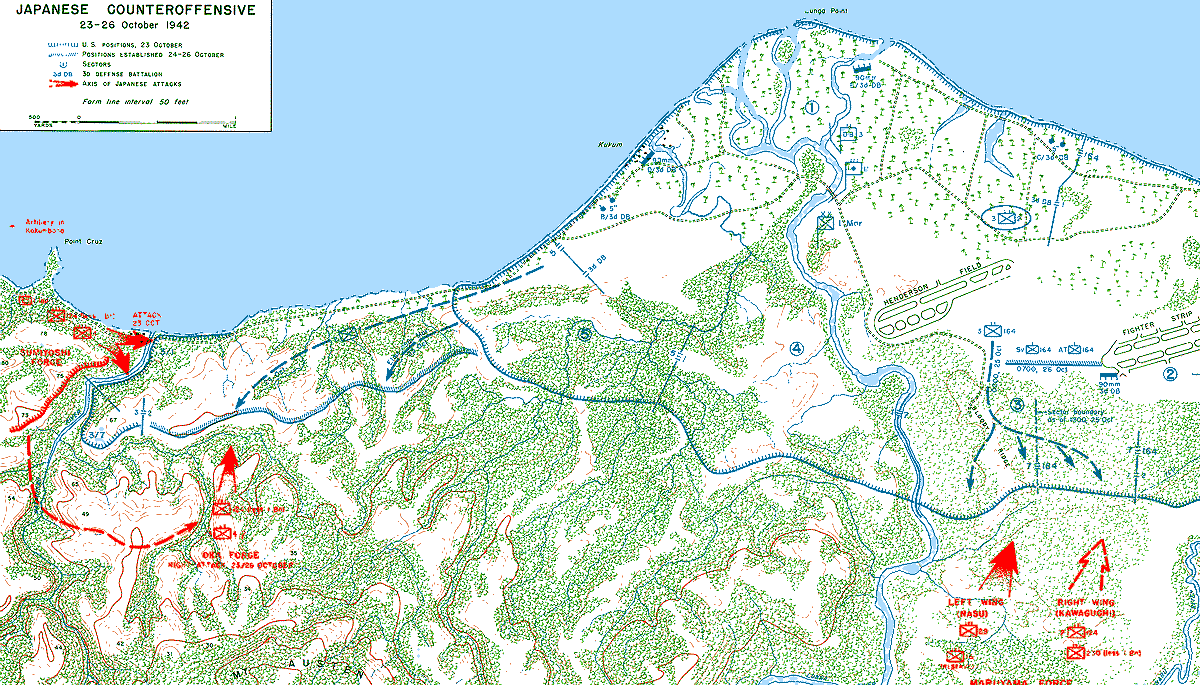
Mapa de la contraofensiva japonesa del 23 d'octubre, veient-se el moviment de distracció a l'oest i l'atac principal pel sud.

## Batalla pels camp d'aviació
Entre l'1 d'octubre i el 17, els japonesos van enviar 15.000 soldats a Guadalcanal, cedint a Hyakutake un total de 20.000 unitats d'infanteria per l'ofensiva contra l'aeròdrom. A causa de la pèrdua de posicions a l'est del Matanikau, els japonesos van decidir que atacar les defenses dels Estats Units per la costa seria massa dificultós. En comptes d'això, Hyakutake va decidir que l'atac principal hauria de ser pel sud de l'aeròdrom. La 2a Divisió (suplida de tropes per la 38a), sota el comandament del Lloctinent General Masao Maruyama estava composta per 5.600 soldats que van ser ordenats de marxar entre l'espessa jungla per atacar les posicions americanes des del sud, prop del riu Lunga. La data de l'atac estava fixada el 22 d'octubre, posteriorment va ser endarrerida fins al 23. Per distreure els americans de l'atac al sud, Hyakutake va ordenar un atac amb infanteria i tancs (uns 3.000 homes) sota el comandament del Major General Tadashi Sumiyoshi, uns 500 homes comandats pel coronel Oka, a més a més d'una intens foc d'artilleria pesant sobre tota la zona oest del corredor litoral, i un batalló de la 38a divisió atacaria quan Maruyama hagués tingut èxit.

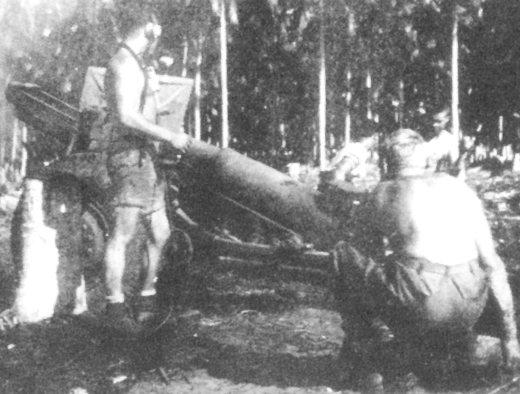
Fotografia d'un grup de marines disparant una peça d'artilleria de 150 mm contra els japonesos a l'oest del Matanikau.

El 12 d'octubre, una companyia d'enginyers japonesos van començar a preparar un camí per al pas de tropes, anomenat "Camí Maruyama". La ruta anava des del Matanikau japonès fins a les posicions del sud del perímetre de Lunga. Els 24 km de travessa passaven per una de les zones amb terreny més difícil de tot Guadalcanal, passaven a través de rius i torrents, gorges, barrancs, i una densa jungla. Entre el 16 i el 18 la segona divisió nipona va començar a marxar en direcció cap al perímetre de Lunga pel Maruyama.
El 23 d'octubre, les forces del Maruyama encara estaven encallades a la jungla. En assabentar-se'n que les seves tropes encara no estaven posicionades aquella mateixa tarda, Hyakutake, va decidir posposar l'atac fins a les 19:00 del 24 d'octubre. Els americans mentrestant no estaven al corrent que els japonesos s'estaven aproximant amb un gran nombre d'efectius.
Sumiyoshi va ser informat de les ordres de pospondre l'atac de Hyakutake fins al 24 d'octubre, però ell va ser incapaç de contactar amb les seves forces per informar-los del retard. Així, al capvespre del 23, dos batallons del 4t Regiment d'Infanteria amb 9 tancs de la 1a Companyia Independent de Tancs van assaltar les posicions nord-americanes a prop del Matanikau amb una coordinació molt deficient. Els aliats van respondre amb una formidable velocitat, disparant un munt de material contra els japonesos. L'artilleria va estar molt encertada (gràcies, en part, a la sorra) i van destruir tots els tancs. Per la seva banda la infanteria també va ser repel·lida i molts japonesos van ser abatuts mentre que molt pocs americans van resultar morts durant el contacte.

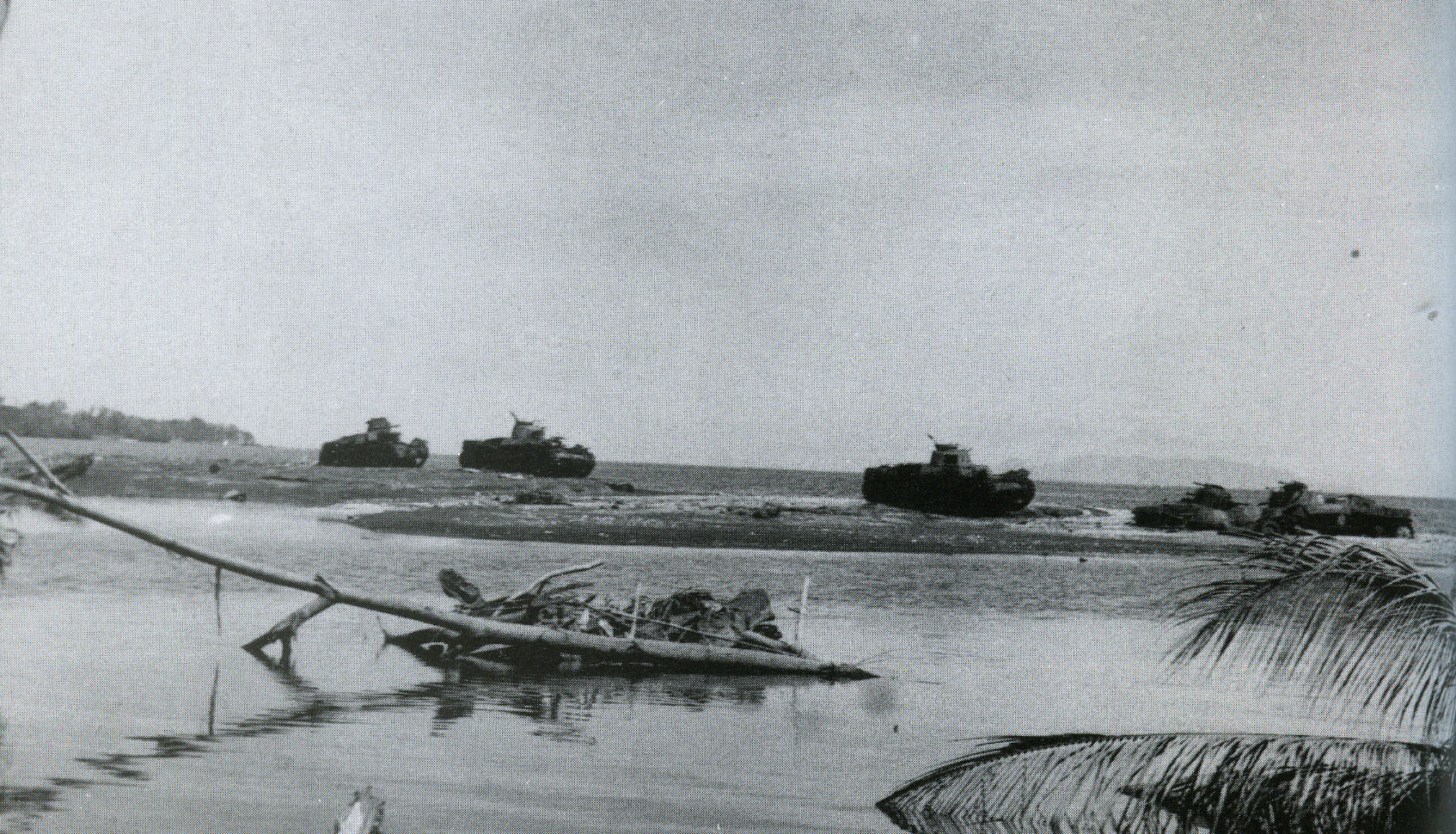
Restes de blindats de la 1a Companyia de Tancs japonesa destruïts a la riba del Matanikau durant la fallida ofensiva d'octubre. El primer tanc de l'esquerra i el segon de la dreta són carros lleugers Tipus 95 i la resta són carros mitjans Tipus 97.

Finalment, cap al vespre del 24 d'octubre, les forces de Maruyama van arribar al perímetre de Lunga. Durant dues nits consecutives, les forces de Maruyama van realitzar continus atacs frontals en massa sense obtenir cap resultat. Les tropes aliades que defensaven l'àrea van patir poques baixes, el 1r Batalló i el 7è de Marines, sota el comandament del Lloctinent Coronel Chesty Puller i el 3r Batalló de l'Exèrcit i el 164è regiment d'Infanteria, comandats pel Lloctinent Coronel Robert Hall. Aquests anaven sobradament equipats, disposaven de fusells semiautomàtics, metralladores, artilleria lleugera i pesada, morters i també canons anti-tanc de 37 mm que disparaven directament contra els assaltants japonesos causant terribles carnisseries entre les seves files.
Un petit grup de soldats japonesos va aconseguir escolar-se entre les defenses aliades, però tots van ser capturats i assassinats durant els dies següents. Més de 1.500 homes de les forces de Maruyama van resultar abatudes durant les atacs, en canvi, els americans van sofrir només 60 pèrdues entre les seves files. El 23-24 també les forces aèries de Henderson van haver de lluitar i repel·lir els atacs nipons, els pilots nord-americans van aconseguir abatre 14 avions i també van enfonsar un creuer lleuger.
Més tard, el 26 d'octubre, els japonesos van tornar a intentar un atac contra el perímetre, però també van ser repel·lits amb nombroses baixes pel bàndol imperial. El resultat va ser que a les 08:00 del 26 d'octubre, Hyakutake va ordenar l'aturada total de qualsevol acció ofensiva i la retirada de totes les forces. Més o menys una meitat del supervivents de Maruyama van dirigir-ser a Kali Point, a l'est del perímetre de Lunga. Els elements restants de la 2a Divisió van anar a la Caserna a l'àrea de Kokumbona, el 4 de Novembre a l'oest del Matanikau. El mateix dia, les forces de Shoji van arribar al camp de Koli Point. Trinxats per la batalla, les malalties, la malnutrició i les infeccions tropicals, la 2a Divisió era incapaç de llançar qualsevol altra ofensiva o de defensar una posició en condicions per la resta de la campanya.
En total durant l'atac l'Imperi del Japó va patir entre 2.200 i 3.000 baixes, mentre que els americans van perdre només 80 homes.

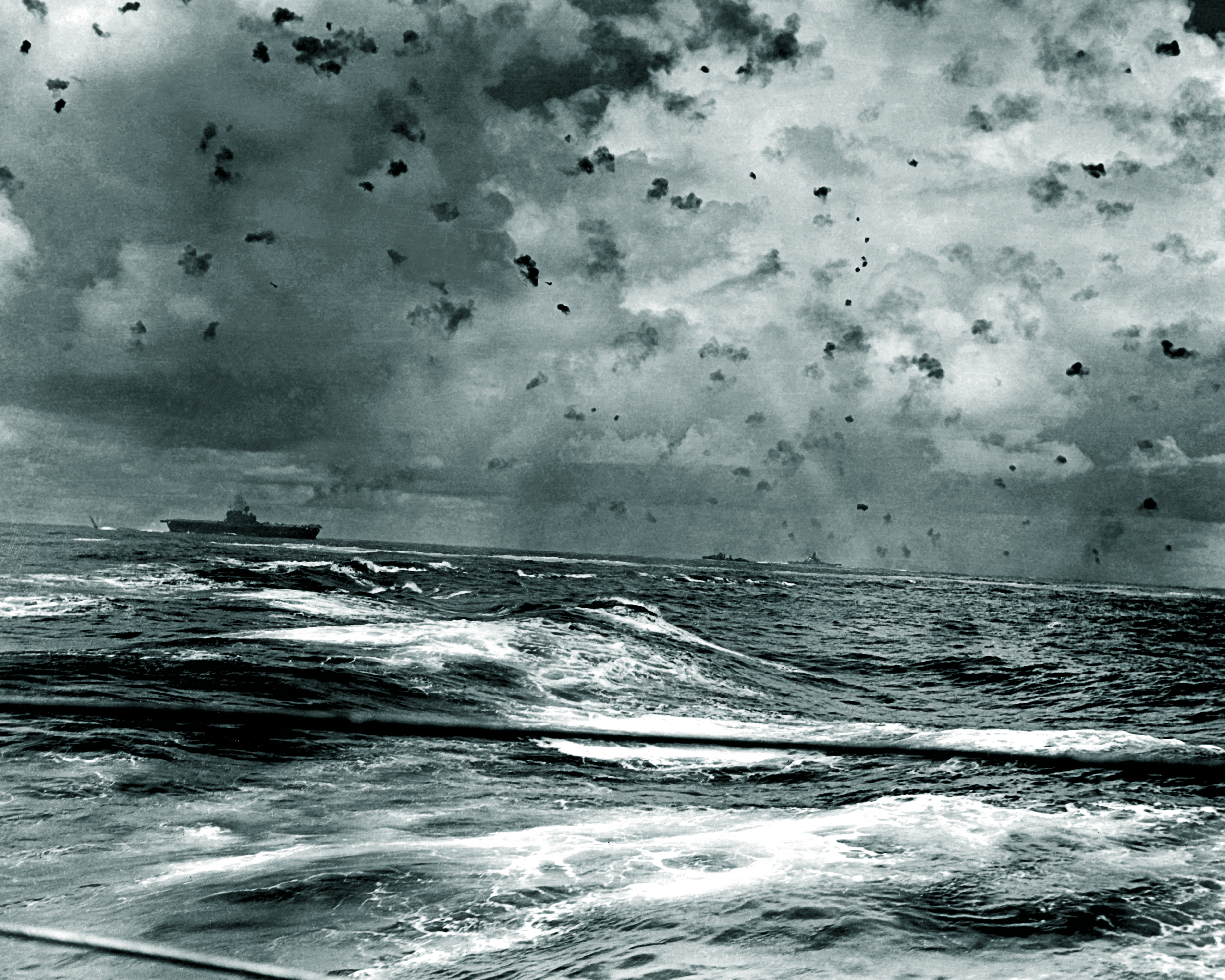
USS Enterprise amb els seus vaixells escorta el dia 26 d'octubre en plena batalla contra els caces japonesos, que acabaria desembocant en un infern tant per la tripulació nord-americana com pels pilots nipons.

## Batalla de les Illes Santa Cruz
Simultàniament a l'atac terrestre contra el perímetre de Lunga de Hyakutake, la flota naval nipona també es va mobilitzar. Sota el comandament d'Isoroku Yamamoto 3 portaavions més 1 de lleuger, 6 vaixells de guerra, 10 creuers i 22 destructors es van moure al sud de les Salomó, l'objectiu era obtenir una decisiva batalla naval que marqués un punt d'inflexió en la campanya, tant per un bàndol com per l'altre.
Els americans, en canvi, van mobilitzar una menor força: 2 portaavions, 1 vaixell de guerra, 6 creuers, 14 destructors i l'aviació total era força menor que la nipona. Aquesta força va anar cap al nord de les Salomó.
La batalla que va durar del 25-27 d'octubre, com a la batalla del Mar del Corall o a la batalla de Midway fou un combat on rarament els vaixells es van veure entre ells i on la força ofensiva fou aèria. Abans de començar el combat, el 25 d'octubre, mentre ambdues flotes buscaven l'altra estaven separats per 657 km. Tot i que a les 11:03 del 25 un Consolidated PBY Catalina va descobrir el cos principal de la flota nipona. La gran separació entre ambdues flotes va fer que un petit atac americà de 23 avions no trobés la flota, els japonesos ja havien escapat, tot avançant cap al nord i escurçant distàncies. Així la batalla real va quedar posposada fins al 26.

### 26 d'octubre: els primers atacs
A les 5 de la matinada les dues flotes ja estaven a només 370 km. Tot i que a les 03:10 un PBY Catalina modificat havia localitzat la flota amb un radar, la notícia va arribar al comandament a les 05:10, sent inútil.
Més tard però, ambdues flotes es van localitzar a curta distància pràcticament a la vegada. A les 06:45 els americans trobaven el cos central japonès i a les 06:58 els nipons trobaven la flota principal nord-americana. Els japonesos van llançar una nombrosa onada d'avions, més de 60 mesclant bombarders, torpediners i caces, que van fer contacte amb el portaavions aliat USS Hornet a les 07:40. En canvi els americans van enviar menys força, un grapat d'avions bombarders, que gràcies a una errada tàctica nipona (van concentrar els seus avions fent un escut a certa distància, mentre els americans entraven per un altre lloc) van aconseguir danyar la pista l'enlairament del Zuihō, inhabilitant-lo per la resta del combat.
Mentre passava això l'alt comandament va enviar una altra força d'atac contra els americans a les 08:10, que es reuniria amb l'anterior per fustigar severament els vaixells aliats. Encara que els americans enviaven esquadres molt menors, es van topar en ambdues ocasions amb els japonesos (que es llançaven contra els pilots aliats, encegats pel sol naixent davant seu), i que en la majoria d'ocasions van acabar repel·lint els atacs nord-americans. A les 08:50, un grup de pilots americans va arribar al Shōkaku, i tot i patir serioses baixes entre les seves files van causar-li greus danys. Petits grups de pilots aliats van anar trobant altres forces, i es van enfrontar amb vaixells menors, com el creuer pesat Suzuya (el qual no va patir danys) o el Chikuma (que va rebre una bomba de 450 kg directe al pont, causant una gran mortaldat).
Per la seva banda els japonesos van aglutinar una gran força que va arribar sense grans problemes a la flota enemiga gràcies a les errades de la barrera aèria aliada, per problemes de comunicació. A les 09:10, van arribar reunir 110 avions sobre la flota nord-americana que estava rebent un violent atac. El Hornet, sent atacat per uns 40 avions, va rebre un gran nombre de cops. 3 impactes de bombes (dues d'aproximadament 250 kg), que van matar 90 homes. A les 09:14, un bombarder picat tocat pels antiaeris aliats, va estampar-se contra la xemeneia escampant tot de combustible sobre la coberta de comunicacions. Mentre els bombarders assotaven per aire, un parell d'avions torpediners van escapolir-se i van aconseguir tocar-lo amb dos torpedes pels laterals, a les 09:13 i a les 09:17, que van destruir la maquinària del Hornet. Tot i que ja s'estava consumint, un altre bombarder picat que havia estat danyat va xocar intencionadament contra els dipòsits de combustible iniciant un incendi molt important a coberta.
A les 09:20, els pilots nipons que quedaven van decidir retirar-se, veient la quantitat de dany que havien causat. I tot i que a les 10:00 els vaixells de suport ja havien apagat l'incendi i havien evacuat els homes que quedaven al Hornet, estava irreparable i més de 100 dels seus tripulants havien mort. Durant l'atac 25 avions japonesos i 6 d'americans van ser abatuts, però van aconseguir una ràtio de morts molt elevada perquè cada bomba que deixaven caure matava molts mariners aliats.

### 26 d'octubre: accions posteriors

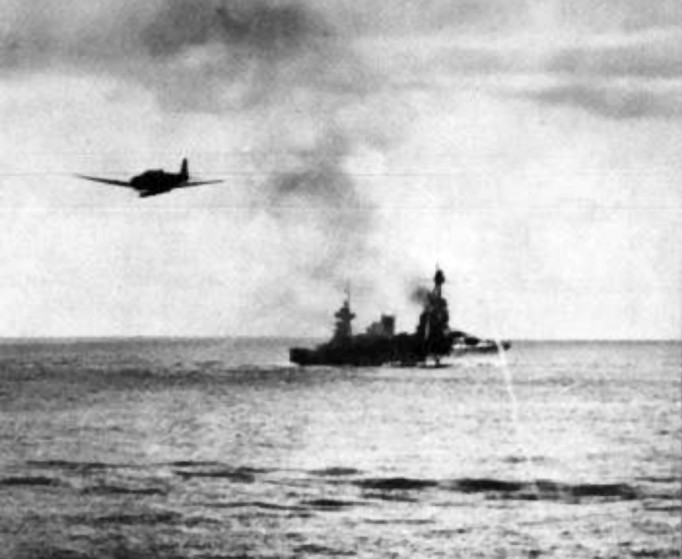
Fotografia d'un torpediner Nakajima B5N2 ("Kate"), del segon atac des del Junyō, dirigint-se cap a l'USS Hornet (CV-8) amb el torpede a punt. El creuer pesat del darrere és l'USS Northampton (CA-26), en posició defensiva al voltant del portaavions.

A les 09:30 l'USS Enterprise va ordenar als caces de la barrera defensiva que tornessin, però amb la coberta de càrrega plena, i amb més caces que tornaven dels atacs a la flota nipona van parar de carregar avions a les 10:00. Sense pista on poder aterrar molts avions van haver d'aterrar a l'oceà per, almenys, poder rescatar la tripulació. Durant els aterratges, un avió danyat, va caure forçosament prop del destructor USS Porter, se li va activar el torpede de forma involuntària, i va explotar contra el Porter que n'estava rescatant la tripulació, matant 15 mariners.
Per la seva banda, la primera força nipona que tornava de l'atac al Hornet va aguaitar l'USS Enterprise i van enviar les coordenades per una altra ofensiva. A les 10:08 un grup de 19 bombarders picats atacaven el portaavions nord-americà. Els avions de cobertura van tenir problemes per suprimir-los, abatint-ne només 2, i sota intens foc antiaeri de tota la flota els bombarders japonesos van aconseguir fer explotar dues bombes de 250 kg, deixant un dels ascensors encallats. Durant l'atac 12 dels 19 bombarders inicials nipons van ser abatuts.
Al cap de pocs minuts 16 torpediners del Zuikaku van arribar a la zona i va començar una virulenta batalla aèria. 3 japonesos van caure i un altre va ser danyat només entrar en combat, aquest avió danyat va dirigir-se intencionadament contra el vaixell més pròxim (el destructor Smith) i va xocar-hi, matant 57 homes de l'embarcació.
La resta d'avions torpediners van atacar la resta d'embarcacions sense causar cap desperfecte entre la flota aliada, ja fos per falles en la detonació dels torpedes o perquè fallaven. A les 10:53, amb nou avions menys, els torpediners es retiraven. Pocs minuts després, apagats els incendis a coberta de l'Enterprise, s'ordenava l'aterratge de les aeronaus però es van suspendre aviat al reprendre's l'atac japonès. El Junyō, que havia arribat feia cosa d'un parell d'hores, sabent la posició dels portaavions aliats (a 500 km aprox.) va llençar una horda d'avions composta per 17 bombarders picats i 12 Mitsubishi A6M Zeros. Els avions van trobar correctament la formació enemiga, tot i la gran distància, i van causar desperfectes a l'Enterprise, i els creuers South Dakota i San Juan, causant un dany moderat. 11 avions japonesos van ser abatuts durant l'atac.
Amb el Hornet totalment fora de combat i l'Enterprise rebent danys, l'almirall Kinkaid de la flota dels EUA, va decidir retirar l'Enterprise patint per una altra dolorosa pèrdua. Mentre es retirava la tripulació va recollir la majoria dels pilots que no podien aterrar, la resta els van recollir els vaixells d'escorta.
Els japonesos per la seva banda, entre les 11:40 i les 14:00 van recollir els pocs avions que tornaven i els pilots informaven de com de tants avions que havien sortit tan pocs n'havien tornat, caient entre un dens núvol de foc antiaeri, metralla, i bales traçadores provinents d'avions interceptors i vaixells indistintament. Molts dels pilots estaven encara en estat de shock i amb penes i treballs podien parlar coherentment.

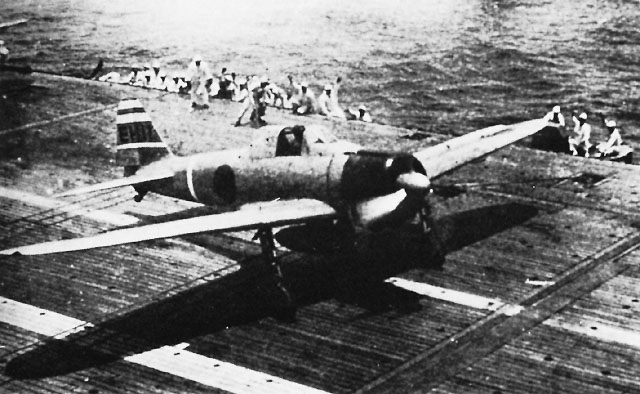
Un Model 21 A6M2 Zero enlaira el vol des del Shōkaku el 26 d'octubre mentre la tripulació anima el pilot, el lloctinent Hideki Shingo, cap d'esquadró Zero.

A la 1 del migdia la força naval avançada dels japonesos (comandada pels capitosts Kondo i Abe) van incrementar la velocitat i van dirigir-se cap a l'última posició coneguda de la flota americana per intentar interceptar-los i destruir totalment la flota aliada. El Zuihō i el Shōkaku, amb Nagumo a bord, van retirar-se de l'àrea de la batalla, deixant el contraalmirall Kakuji Kakuta al càrrec del Zuikaku i el Junyō. A les 13:06 el Junyō va llançar una segona onada d'atacs i el Zuikaku va llançar la seva tercera onada. I finalment a les 15:35 el Junyō va llançar l'últim atac japonès, de 10 avions.
Després d'alguns problemes, l'USS Northampton va començar a remolcar l'inoperant Hornet fora de la zona de combat a les 14:45. La tripulació del Hornet també va estar a punt de restaurar el funcionament de la maquinària del vaixell. Però a les 15:20, el segon atac del Junyō va arribar a la zona i va atacar al pràcticament estàtic portaavions. A les 15:23 un torpede va tocar de ple el Hornet, destruint les reparacions i causant un gran esvoranc. Sense cap bomba per treure l'aigua fora del vaixell, el Hornet va ser abandonat i evacuat. El tercer atac del Zuikaku també va atacar el Hornet durant aquest període, fent impactar una altra bomba al vaixell que ja s'enfonsava. Pràcticament tota la tripulació ja va ser fora a les 16:27. I finalment, l'últim atac japonès va tirar una última bomba, al ja pràcticament vaixell fantasma, a les 17:20.
Els destructors USS Mustin i Anderson van restar al costat del Hornet i el van acabar d'enfonsar amb torpedes i projectils de canó, mentre la resta de la flota s'escapava fugint de l'atac de Kondo i Abe. Els dos destructors van fugir a les 20:40 deixant el Hornet irrecuperable i les forces japoneses van arribar a la posició a les 22:20, però van desestimar la captura i reflotament del Hornet, ja que estava massa danyat. Per propiciar-li el cop de gràcia el Makigumo i l'Akigumo van disparar 4 torpedes de 610 mm contra el casc, que van deixar-lo completament irrecuperable. A les 01:35 del 27 d'octubre finalment es va enfonsar el Hornet, donant-se per acabada la batalla. Els japonesos no van perseguir la delmada flota americana per una aparent falta de combustible. Així van retrocedir fins al nord de les Salomó on van repostar i van tornar a la base de Truk. Durant la retirada americana el South Dakota va col·lidir contra el destructor Mahan, causant-li greus danys.
El resultat d'aquesta batalla va ser important pel desenvolupament de la campanya terrestre. La pèrdua del portaavions Hornet i els danys causats a l'Enterprise van deixar sense una flota ferma la zona, però la victòria pírrica aconseguida pels japonesos (que van perdre una gran quantitat d'aeronaus) també va fer que els nipons a curt termini no poguessin donar un suport i una superioritat aèria a la infanteria de l'illa, sent únicament una pèrdua de material per ambdós bàndols.

## Moviments terrestres

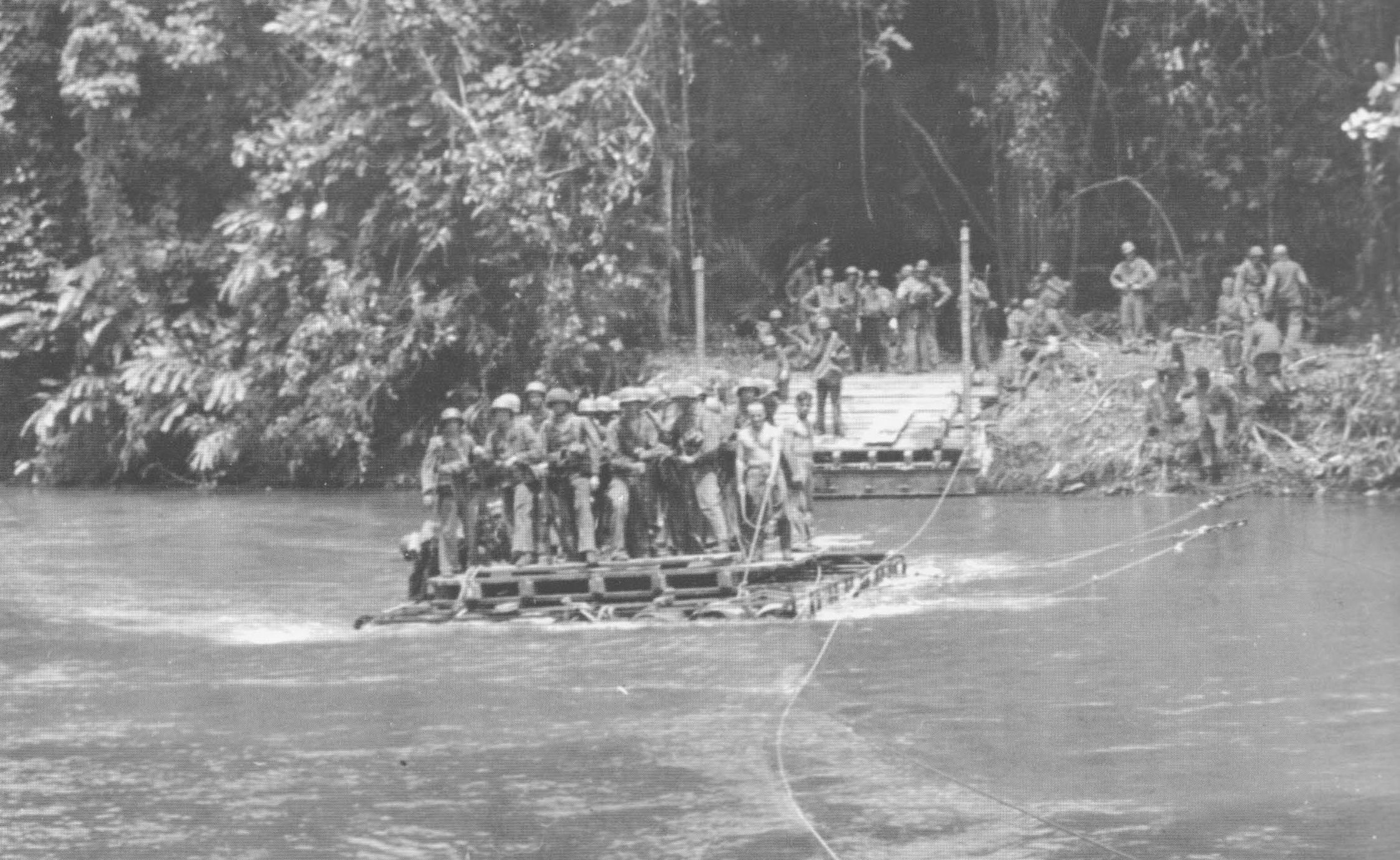
Un grup de marines creua el Matanikau a sobre d'un precari rai el novembre de 1942.

El novembre del 1942, aprofitant el debilitament dels nipons a causa del desastrós atac a l'aeròdrom de Henderson, Vandegrift va enviar sis batallons de Marines i més tard un batalló de l'exèrcit a una ofensiva contra les posicions nipones del Matanikau. L'operació a ser dirigida per Merrit Edson, i la seva missió consistia en la captura del quarter general del dissetè de l'exèrcit japonès. Defensant la posició de Point Cruz, que atacarien els americans, hi havia el 4t Regiment d'Infanteria japonès, comandat per Nomasu Nakaguma. Les seves defenses estaven en pèssimes condicions a causa de malnutrició, malalties, falta de personal, cansament i baixa moral.
L'ofensiva americana va començar l'1 de novembre, i després d'algunes dificultats, van poder penetrar les defenses japoneses que defensaven Point Cruz el 3 de novembre. Van aconseguir destruir totes les defenses japoneses, fins i tot els regiments de rereguarda, i va arribar un punt que semblava que aconseguiren capturar Kokumbona. Al mateix temps, a l'est del perímetre de Lunga van descobrir un desembarcament nipó que també va ser atacat i, Vandegrift, per repel·lir primer els nouvinguts va parar l'ofensiva contra Kokumbona el 4 de novembre. Durant l'ofensiva contra les defenses de Point Cruz els americans van perdre 71 homes mentre que els japonesos en van perdre prop de 400.
A Koli Point, quan tot just clarejava el 3 de novembre, 5 destructors japonesos van desembarcar 300 soldats de l'exèrcit per donar suport a les tropes de Shōji que estaven en ruta a Koli Point després de l'atac contra les pistes de Henderson. Sabent que els japonesos estaven desembarcant, Vandegrift va enviar un batalló de Marines sota el comandament de Herman H. Hanneken per interceptar els japonesos per sopresa. Poc després de tocar terra ferma, els nipons van trobar-se amb el grup de Herman, que van fer retrocedir altre cop fins al perímetre de Lunga en una primera presa de contacte virulenta que els japonesos van saber controlar.
Quan els americans van començar a moure's, les tropes de Shōji van començar a arribar a Koli Point per reforçar les tropes acabades de desembarcar. Començant el 8 de novembre, els americans van provar d'encerclar les tropes a Gavaga Creek, prop de Koli Point. Mentrestant, Hyakutake va ordenar a Shōji d'abandonar l'àrea i fortificar les forces de Kokumbona a l'àrea de Matanikau. Hi havia una escletxa entre l'encerclament dels nord-americans i per aquest pantanós camí van aconseguir escolar-se els nipons, seguint les ordres i anant a reforçar els seus companys. Entre el 9 i l'11 de novembre, Shōji i entre 2.000 i 3.000 dels seus homes van fugir per la jungla cap al sud. El 12 de novembre, els americans van completar el setge de la posició japonesa i van matar a qualsevol soldat que quedés. Els americans van contar entre 450 i 475 soldats japonesos morts i van aconseguir capturar la majoria de queviures i armes pesants, per la seva banda només van perdre 40 soldats i van patir 120 ferits.

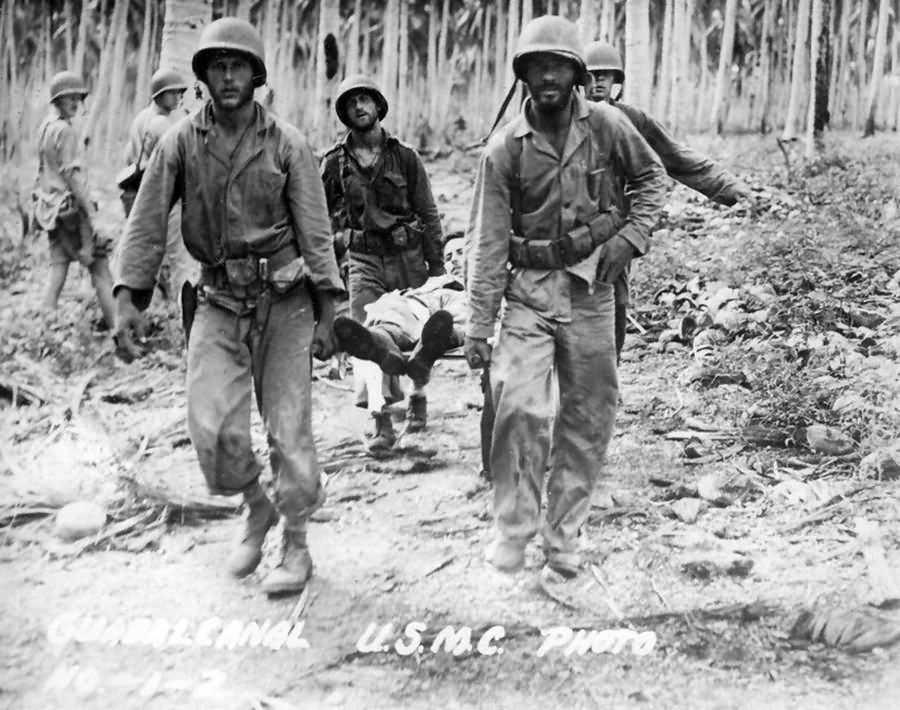
Quatre camillers nord-americans evacuen un soldat ferit l'1 de novembre del 1942.

Mentrestant, el 4 de novembre, dues companyies del 2n Batalló de Marines, dirigit pel Lloctinent Coronel Evans Carlson, van desembarcar per bot a Aola Bay, 64 km a l'est de Lunga Point. Els raiders de Carlson, amb tropes del 147è Regiment d'Infanteria, van proveir de seguretat a 500 "Seabees", homes del batalló de constructors, que intentaven construir un aeròdrom a la posició. Halsey, sota recomanació de Turner, va aprovar la construcció de les instal·lacions. L'aeròdrom d'Aola va ser posteriorment abandonat, a finals de novembre, a causa de l'inadequat terreny.
El 5 de novembre, els homes de Carlson van rebre ordres de marxar d'Aola, on no havien patit cap atac, i atacar les forces de Shōji que havien escapat de Koli Point. Amb la resta de les companyies del seu batalló, que havien arribat pocs dies abans, Carlson va marxar a una patrulla de 29 dies des d'Aola passant pel perímetre de Lunga. Durant la patrulla, els raiders van lluitar diverses escaramusses contra les tropes de Shōji, en retirada, i en van matar vora uns 500, patint solament 16 baixes a causa de la baixa organització de la retirada nipona. I no només van morir japonesos a mans dels marines, molts també van morir durant la retirada per inanició o per malalties tropicals. Quan les forces de Shōji van arribar al riu Lunga, a mitjans de novembre, només 1.300 homes restaven de tot el desembarcament. Quan Shōji va arribar a les posicions del 17è de l'Exèrcit a l'oest del Matanikau només 700 o 800 homes encara restaven amb vida. La majoria dels supervivents de Shōji van ser forçats a unir-se a la resta d'unitats nipones per a la defensa de la muntanya Austen, a sobre de la ribera del Matanikau.
Durant els dies 5, 7 i 9 el Tokyo Express va desembarcar encara més tropes de la 38a Divisó d'Infanteria japonesa, incloent-hi la majoria del 228è Regiment d'Infanteria. Aquells soldats frescos, ben alimentats i preparats van ser ràpidament posicionats a Point Cruz, a l'àrea del Matanikau, i van repel·lir amb èxit els atacs nord-americans del 10 i el 18 de novembre. Ambdós bàndols continuarien combatent en aquella posició durant les sis setmanes següents.

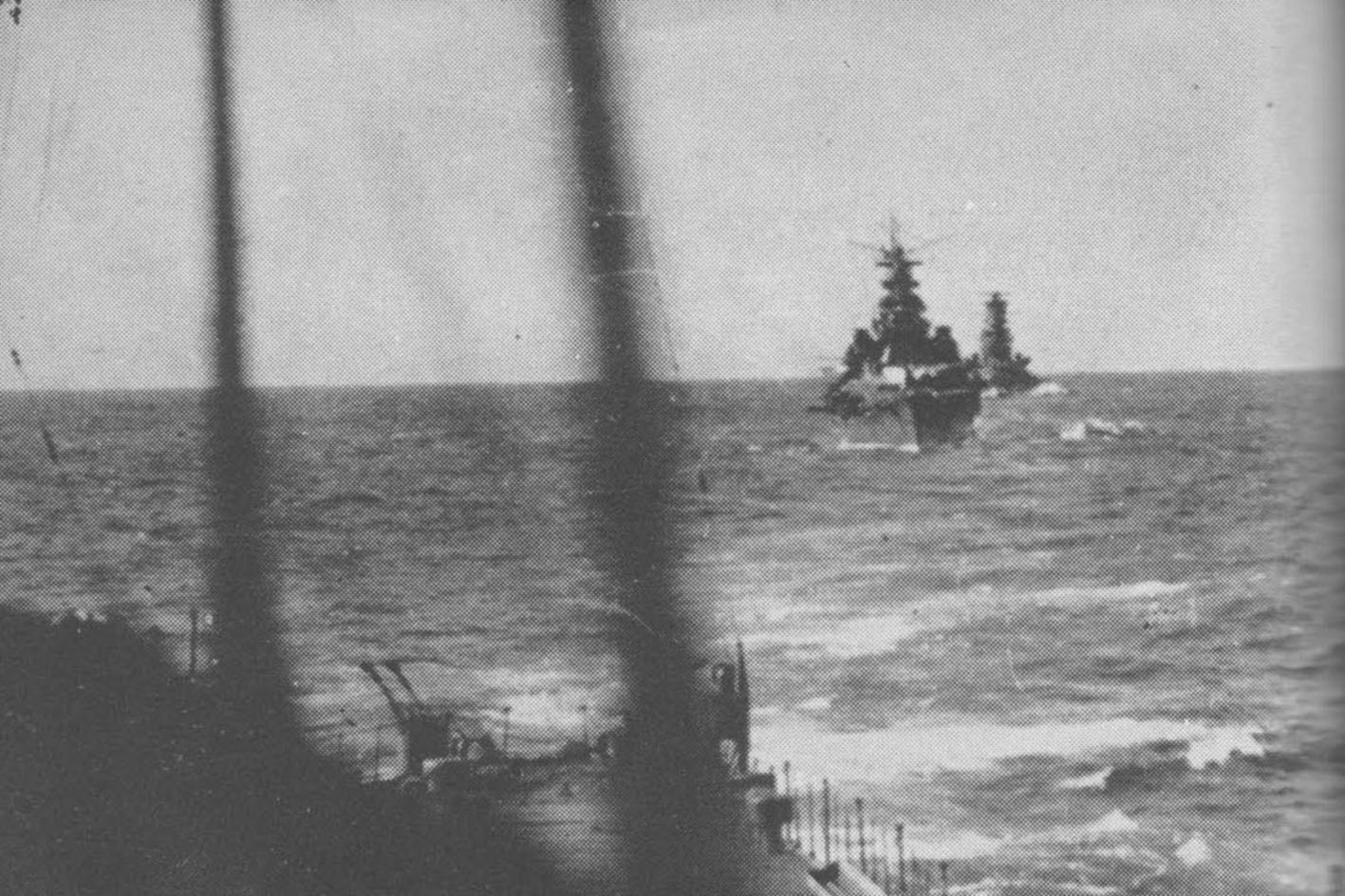
Els vaixells imperials, sota comandament del Vicealmirall Nobutake Kondo, es dirigeixen cap a Guadalcanal el 14 de novembre de 1942. Fotografiats des del creuer pesat Atago, el cuirassat Kirishima es precedit pel creuer pesat Takao, al centre de la formació.

## Batalla naval de Guadalcanal
Després de la dolorosa derrota atacant el camp de Henderson, els japonesos van tractar de reconquistar l'aeròdrom el novembre de 1942. Per poder iniciar un altre contraatac necessitaven més tropes, i per això es va planejar una operació de descàrrega. L'imperi japonès va demanar l'assistència del reconegut almirall Isoroku Yamamoto per fer el desembarcament de tropes i per donar suport a la següent ofensiva. Yamamoto va proveir-se d'11 grans transports per portar els 7.000 homes restants de la 38è Divisió d'Infanteria, la seva munició, queviures i equipament pesat des de Rabaul fins a Guadalcanal. També va aconseguir un parell de cuirassats per donar suport a la flota de transport. Els dos cuirassats eren el Hiei i Kirishima, equipats amb salves especials de fragmentació, per a bombardejar l'aeròdrom la nit del 12-13 de novembre i destruir els avions estacionats, fent que els transports poguessin arribar amb tranquil·litat a Guadalcanal. Els cuirassats estarien comandats, des del Hiei, pel recent promogut HIroaki Abe.
A principis de Novembre, la intel·ligència aliada va descobrir que els nipons estaven preparant un altre intent de capturar l'aeròdrom de Henderson. En resposta, els nord-americans van enviar la Task Force 67 l'11 de novembre dirigida per Turner, en salpar portaven un gran nombre de reforços i queviures per reemplaçar els Marines, dos grans batallons d'infanteria dels EUA, munició i menjar. Els vaixells de càrrega estaven coberts per dos Task Groups, comandats pels contraalmiralls Daniel J. Callaghan i Norman Scott, a més dels avions de l'aeròdrom de Henderson. Els vaixells van ser atacats diverses vegades per aeronaus japoneses entre l'11 i el 12, tot i així els bucs aliats no van patir cap dany important.
Els avions de reconeixement aliats, van descobrir la força de bombardeig d'Abe aproximant-se i van advertir a l'alt comandament aliat. Ja advertits, Turner va enviar, a principis del 12 de novembre, tots els vaixells disponibles per contraatacar-los i protegir les tropes i material de terra del previsible atac japonès. Sota el comandament de Callaghan, 2 creuers pesats, 3 creuers lleugers i 8 destructors van dirigir-se cap a l'encontre de l'enemic.
Més o menys a dos quarts de dues, del 13 de novembre, la força de Callaghan va interceptar el grup de bombardeig de l'Abe, entre Guadalcanal i l'illa de Savo. A més dels dos cuirassats, la força de bombardeig incloïa un creuer lleuger i 11 destructors. Enmig de la foscor, els vaixells de batalla d'ambdós bàndols es van barrejar, i poc després van obrir foc a una distància particularment curta. De resultes d'aquest primer atac, pràcticament cos a cos entre els vaixells, es van enfonsar o es van danyar de forma important pràcticament tots els vaixells nord-americans, dels quals només se'n van escapar un creuer i un destructor (morint Callaghan i Scott durant el combat) i provocant una increïble mortaldat entre les força naval dels EUA. Per la seva banda, els nipons van perdre només dos destructors i un altre va ser seriosament danyat, demostrant el bon entrenament i pràctica en operacions navals nocturnes que demostrava contínuament la flota imperial.

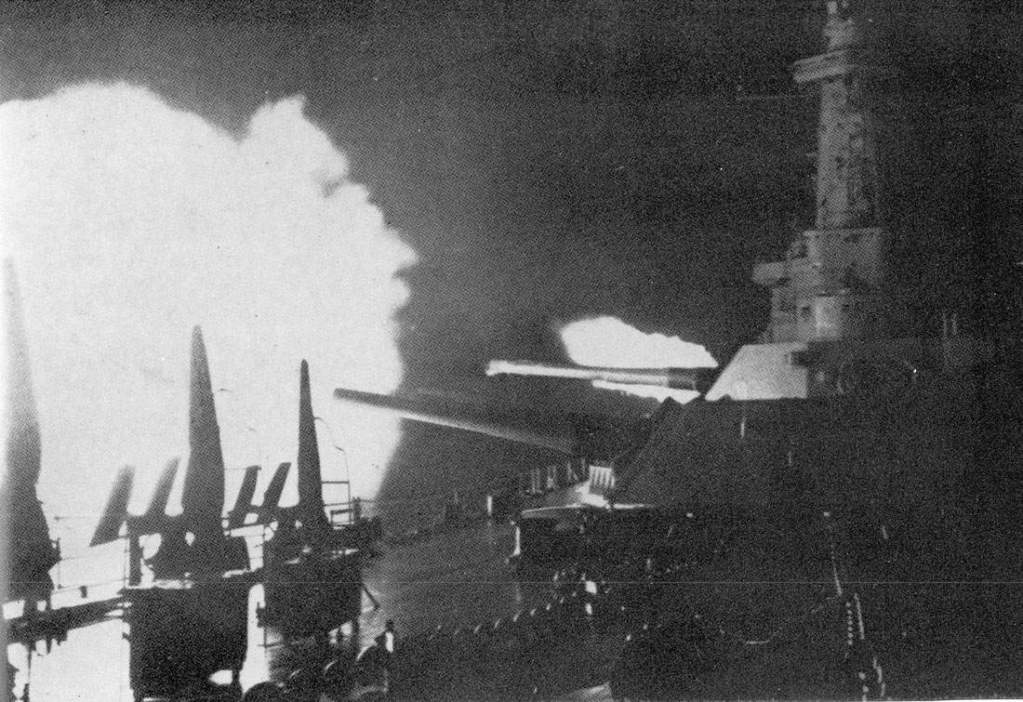
Els cuirassat nord-americà Washington disparant intensament contra el Kirishima el 15 de novembre.

Tot i la brutal i sanguinolenta victòria japonesa, Abe va ordenar la retirada dels seus vaixells de guerra sense bombardejar el camp de Henderson. A causa de la decisió d'Abe de posposar el bombardeig i destruir les defenses aèries de Guadalcanal, Yamamoto va haver d'ordenar que els transports esperessin un dia més per desembarcar. Sota el comandament de Raizo Tanaka, amb el comboi prop de les Illes Shortland, van complir amb les ordres d'Isoroku Yamamoto i van esperar un dia més abans de dirigir-se cap a l'illa. Yamamoto també va ordenar a Nobutake Kondō que preparés un altre bombardeig amb els vaixells de Truk i la força d'Abe pel 15 de novembre.
Mentre la força d'Abe arrasava la flota de Callaghan, al voltant de les dues de la matinada del 14 de novembre, un creuer i un destructor sota comandament de Gunichi Mikawa des de Rabaul van començar a bombardejar sense oposició l'aeròdrom de Henderson per una altra banda. El bombardeig va causar danys, però la majoria de l'aviació va quedar intacte i des del camp encara es podia operar sense cap problema. I quan Mikawa ja retrocedia en direcció a Rabaul, el comboi de Tanaka va començar el camí cap a les costes de Guadalcanal confiant que el bombardeig d'en Mikawa havia arrasat completament el camp d'aviació. Però el 14 de novembre, els avions del camp de Henderson i del portaavions USS Enterprise van començar un atac de càstig contra els vaixells de Mikawa i Tanaka, enfonsant un creuer pesat i 7 transports nipons. La major part de la infanteria que anava als vaixells enfonsats va ser rescatada pels destructors d'escolta i van retornar a les Shortlands. Ja negre nit, Tanaka va continuar amb els 4 transports restants fins a Guadalcanal, mentre la força de Kondo s'aproximava a Guadalcanal per intentar un altre bombardeig contra Henderson.
Per interceptar el comboi de bombardeig de Kondo, Halsey va separar dos cuirassats (el Washington i el South Dakota) i 4 destructors del task force de l'Enterprise i es va dirigir cap a l'àrea on podria trobar la força enemiga. La força nord-americana sota la direcció directa del capitost Willis A. Lee, a bord del Washington, va arribar a Guadalcanal (prop de l'illa de Savo) just abans de la mitjanit del 14 de Novembre, poc abans que la força naval de Kondo. Els vaixells dels quals disposava Kondo, a més del Kirishima, eren 2 creuers pesats, 2 de lleugers i 9 destructors. Després que les dues forces tinguessin el primer contacte, Kondo va aconseguir enfonsar ràpidament 3 destructors nord-americans i en va malmetre de forma important un quart.

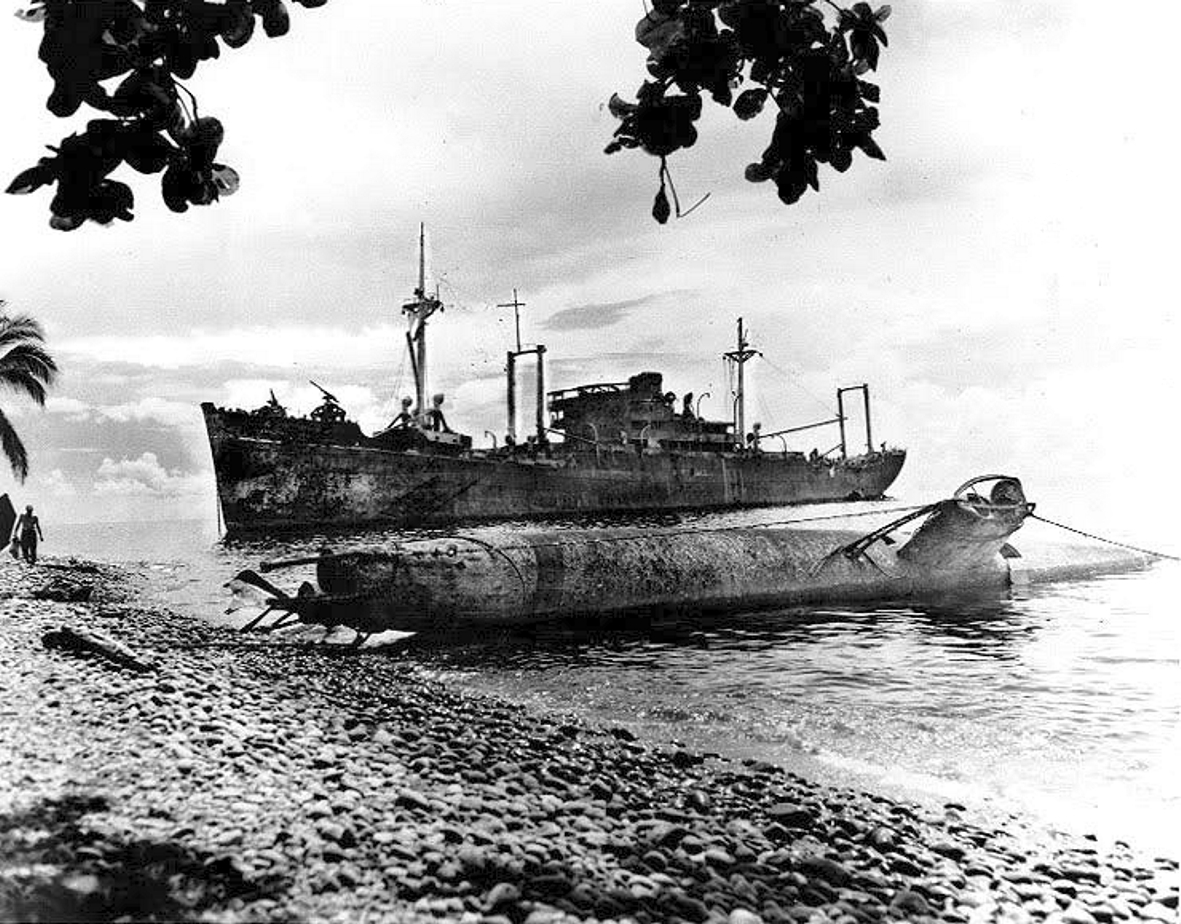
Imatge d'un transport el Yamazuki Maru i d'un submarí nan embarrancats i destruïts a les platges de Guadalcanal.

Els vaixells japonesos llavors van veure i disparar contra el South Dakota, que va rebre uns pocs impactes. Mentre els vaixells de Kondo intentaven enfonsar el South Dakota, concentrats, no van veure que el Washington s'acostava i obria foc contra el Kirishima, colpejant-lo repetidament amb desenllaç fatal. Després de perseguir el Washington sense èxit fins a les Illes Russell, Kondo va ordenar als seus vaixells de retirar-se sense bombardejar, altre cop, el camp de Henderson. Un dels destructors de Kondo, a més del Kirishima, també va ser enfonsat durant l'intercanvi de projectils.
Amb la retirada dels vaixells de Kondo, els 4 transports japonesos van arribar a la platja sense massa cobertura i van començar ràpidament el desembarcament a prop de Tassafaronga a les quatre de la matinada. Però cap a les 6 del matí (les 05:55 concretament) l'artilleria i aviació nord-americanes van començar un violent atac contra els transports embarrancats a la sorra, destruint tots els transports amb la majoria del queviures i material encara a dins. Entre 2.000-3.000, dels inicialment 7.000 homes que havien de desembarcar van arribar a Guadalcanal. A causa de l'intent fallit de subministrar la majoria de les tropes i queviures, les forces japoneses van ser forçades a cancel·lar la planejada ofensiva de novembre, sent així la batalla naval de Guadalcanal una victòria tàctica aliada.
El 26 de novembre, el Lloctinent General Hitoshi Imamura va prendre el comandament de la recent format Vuitè Exèrcit d'Àrea a Rabaul. El nou comandament va abastar el 17è Exèrcit de Hyakutake i el 18è Exèrcit a Nova Guinea. Una de les primeres prioritats d'Imamura a l'assumir el comandament de l'àrea fou continuar amb els intents de captura de Henderson a Guadalcanal. La posterior ofensiva aliada a Buna, Nova Guinea, però, va canviar els seus plans prioritzant al defensa de Nova Guinea.

## Batalla de Tassafaronga
La Batalla de Tassafaronga, en japonès anomenada com a Batalla de Lunga Point (ルンガ沖夜戦) va ser una batalla naval nocturna que va enfrontar la marina dels EUA i la Marina Imperial Japonesa. La batalla va prendre lloc a prop de Tassafaronga, a l'àrea de Guadalcanal.
Els japonesos continuaven tenint problemes per subministrar suficientment les seves tropes de Guadalcanal. Els intents d'usar només submarins les dues últimes setmanes de Novembre van fallar perquè no podien carregar suficient menjar per totes les tropes de Hyakutake. Un intent separat d'establir bases al centre de les Salomó, per facilitar el pas dels combois de transport, també va fallar perquè la destructiva força aèria nord-americana els va repel·lir. El 26 de novembre, el 17è Exèrcit Imperial va notificar a Imamura el greu estat de queviures que estaven patint. Algunes de les tropes que aguantaven les files vers els americans no havien rebut cap mena de queviures durant 6 dies, i les tropes de rereguarda només podien rebre una ració diària. La situació va forçar als japonesos a tornar a fer servir destructors per aprovisionar les forces amb el menjar pertinent.

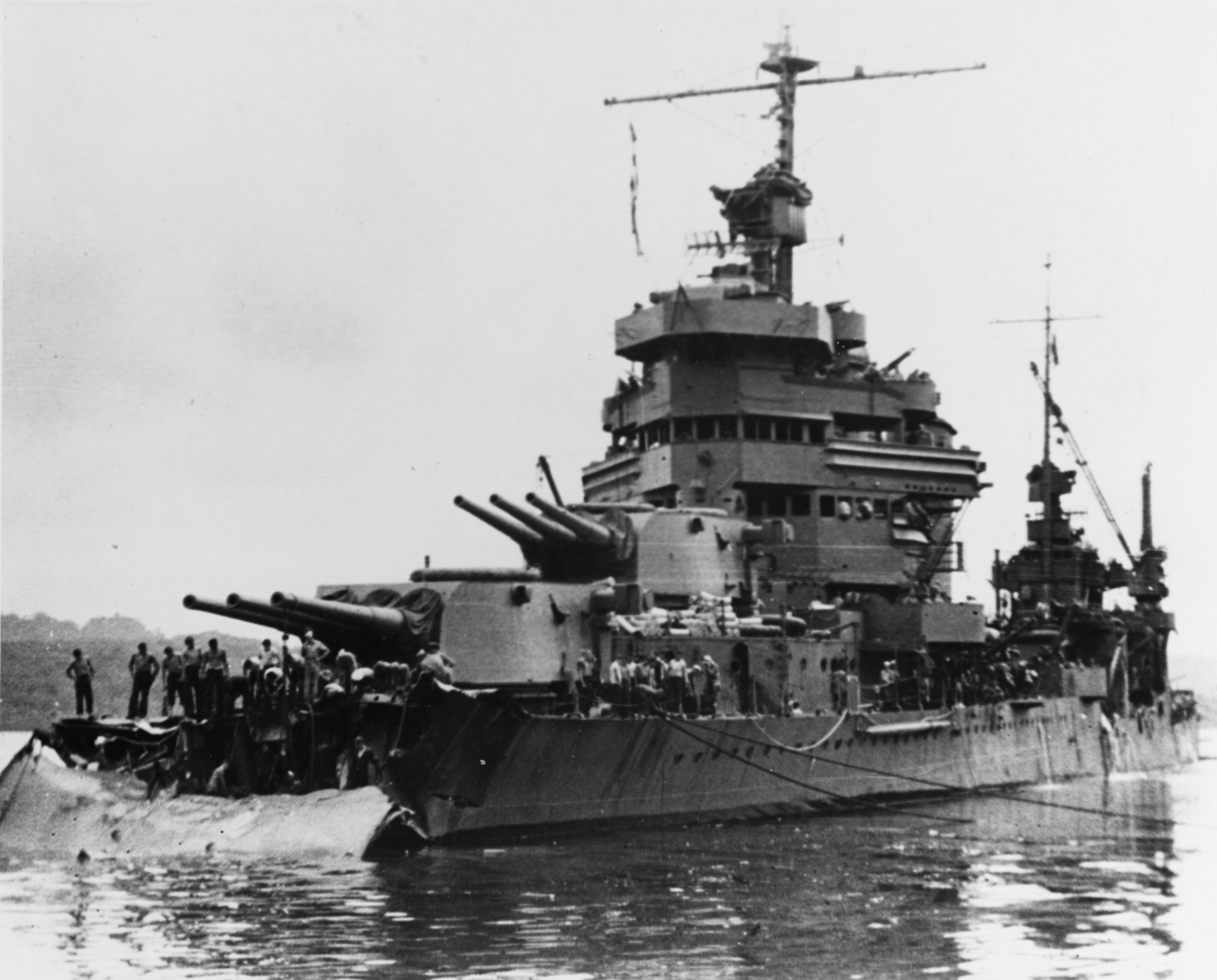
Fotografia de l'endemà de la batalla on es pot veure el creuer pesat USS Minneapolis molt greument danyat per un torpede durant la batalla de Tassafaronga.

Personal de la 8a Flota de l'Armada Imperial Japonesa van planejar un sistema per reduir l'exposició dels destructors al subministrar les tropes de Guadalcanal. En bots i barrils de càrrega, el petroli o el gas van ser eliminats dels queviures a enviar i es van omplir el buit amb subministraments mèdics i menjar, no inflamable, i amb més espai lliure a dintre de la càrrega per dotar de major flotabilitat els barrils, aquests barrils i bots havien d'anar lligats amb una corda que havia d'anar connectada als destructors per poder-los dirigir. Quan els destructors arribessin a Guadalcanal tallarien les cordes que connecten els barrils i mentre que els destructors giren cua els bots i barrils continuarien anant cap a la platja, on els soldats recollirien el material mentre que els destructors podrien escapar molt més ràpid.
La 8a Unitat de la Flota de Reforç a Guadalcanal (la Tokyo Express), en aquells moments conduïda per Raizo Tanaka, se li va ordenar de fer el primer de 5 enviaments a Tassafaronga, a Guadalcanal, fen servir el mètode dels bots durant la nit del 30 de novembre.
La unitat de Tanaka estava composta per 8 destructors, amb sis destructors encomanats a portar entre 200 i 240 paquets de subministraments lligats. Els aliats, advertits per la intel·ligència, sabien que els japonesos intentarien fer un enviament de material. Halsey va ordenar a la recent formada Task Force 67, que comprenia 4 creuers i 4 destructors sota el comandament del Vicealmirall Carleton H. Wright, que interceptés la força de Tanaka a Guadalcanal. Dos destructors addicionals es van unir a la força de Wright, ja en ruta cap a Guadalcanal, durant el dia 30.
A les 22:40 del 30 de novembre, els destructors de Tanaka van arribar a Guadalcanal. Ja es començaven a preparar per tallar les cordes i deixar anar els queviures, alhora que la flota de Wright s'aproximava en direcció oposada. Els destructors de Wright van detectar els vaixells de Tanaka al radar i van demanar permís per torpedinar-los. Wright va decidir esperar quatre minuts abans de donar el permís d'atac, deixant que els vaixells de Tanaka escapessin d'una òptima posició per ser atacats. Tots els torpedes que van disparar van fallar els seus objectius, però al mateix temps els creuers van obrir foc i van enfonsar ràpidament un dels destructors d'escorta. La resta de vaixells imperials immediatament va deixar la missió i va incrementar la velocitat en direcció a l'enemic i van disparar 44 torpedes contra la flota nord-americana.
Els nipons van tocar i enfonsar el creuer dels EUA Northampton i van danyar molt greument el Minneapolis, New Orleans i Pensacola, demostrant altre cop la superioritat en combat naval que tenien els imperials. La resta dels creuers de Tanaka van escapar sense ser tocats, però van fallar en complir la vital missió d'aprovisionament.
El 7 de desembre de 1942, Hyakutake començaria a perdre 50 homes al dia ja fos per atacs aeris o terrestres aliats, o per malnutrició i malaltia, sobretot per aquests últims. Posteriors intents per part dels destructors de dur queviures a l'illa, el 3, 7 i 11 de desembre van fallar estrepitosament en la seva missió d'alleujar la crisi que estaven passant els soldats a terra, i un dels destructors de Tanaka va ser enfonsat per un bot PT torpediner nord-americà.

## Planificació de l'operació Ke
El 12 de desembre l'armada imperial va proposar de retirar-se de Guadalcanal. També diversos oficials del Quarter General Imperial van suggerir que més intents de reconquerir Guadalcanal serien inútils. Una delegació dirigida per Joichiro Sanada, cap d'operacions del Quarter General Imperial, va visitar Rabaul el 19 de desembre i va consultar a Imamura. Amb la delegació altre cop a Tòquio, Sanada va aconsellar l'evacuació de Guadalcanal. Els alts comandaments hi van estar d'acord i el 26 de desembre van ordenar la planificació de la retirada de Guadalcanal.

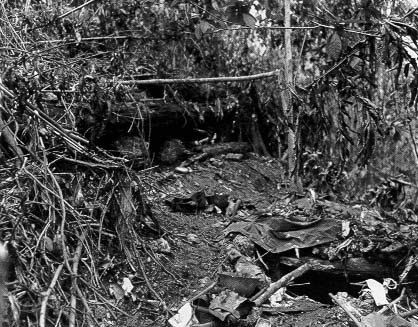
Imatge d'una posició japonesa camuflada detonada després de la batalla de Gifu.

El 28 de desembre, el general Hajime Sugiyama i l'almirall Osami Nagano van informar personalment a l'emperador Hirohito de la decisió. El 31 de desembre, l'emperador va donar formalment el vistiplau a l'operació. I a partir d'aleshores, secretament, van començar a preparar la retirada, anomenada Operació Ke, planejada per a començar a mitjans de gener de 1943.

## Batalla de Gifu
Les batalles de Mont Austen, Galloping Horse, i Sea Horse (també, conjuntament, anomenades Batalla de Gifu) van ser uns enfrontaments que van tenir lloc entre el 15 de desembre de 1942 fins al 23 de gener de 1943 i que van tenir lloc als turons pròxims al riu Matanikau. Les forces nord-americanes estaven sota el comandament d'Alexander Patch, mentre que les forces japoneses van ser dirigides per Harukichi Hyakutake.
La batalla va ser iniciativa dels EUA, on soldats i Marines, assistits per alguns natius de les Illes Salomó, van atacar les forces de l'Armada Imperial Japonesa. Els japonesos estaven fortament atrinxerats a diversos turons i crestes, i mentre els americans intentaven rematar les ja malmeses forces japonesos, aquests intentaven defensar les seves posicions fins que els reforços que esperaven poguessin arribar per dirigir un altre cop contra l'aeròdrom de Guadalcanal.
Ambdós bàndols van patir dificultats en l'enfrontament, la densa jungla i el clima tropical van complicar enormement el combat, tot i així els americans durant la batalla van enviar homes frescos que, tot i ser el seu primer combat, van lluitar feroçment. A més a més, les malmeses línies de subministrament japoneses, que pràcticament estaven tallades, van provocar que hi haguessin moltes morts per falta de medicaments i d'aliment entre les files japoneses, cosa que va facilitar en gran part l'operació als americans. Durant l'ofensiva els americans van aconseguir els fortament defensats Mont Austen, Galloping Horse i Sea Horse, mentre anaven reduint el nombre d'efectius japonesos a la zona de Gifu. Capturats aquests punts, els japonesos van començar-se a retirar cap a la costa oest de l'illa, on posteriorment la majoria dels supervivents a la batalla serien evacuats durant la primera setmana del febrer de 1943.

## Operació Ke
L'Operació Ke (en japonès ケ号作戦) va ser la gran operació d'evacuació japonesa de les forces imperials que restaven a Guadalcanal. L'operació va dur-se a terme entre el 14 de gener i el 7 de febrer de 1943. L'operació va mesclar soldats de l'exèrcit de terra i de la marina, que van ser dirigits alhora pel Quarter General Imperial. Molts oficials van ajudar a traçar l'estratègia de retirada, entre ells Hitoshi Imamura i Isoroku Yamamoto.

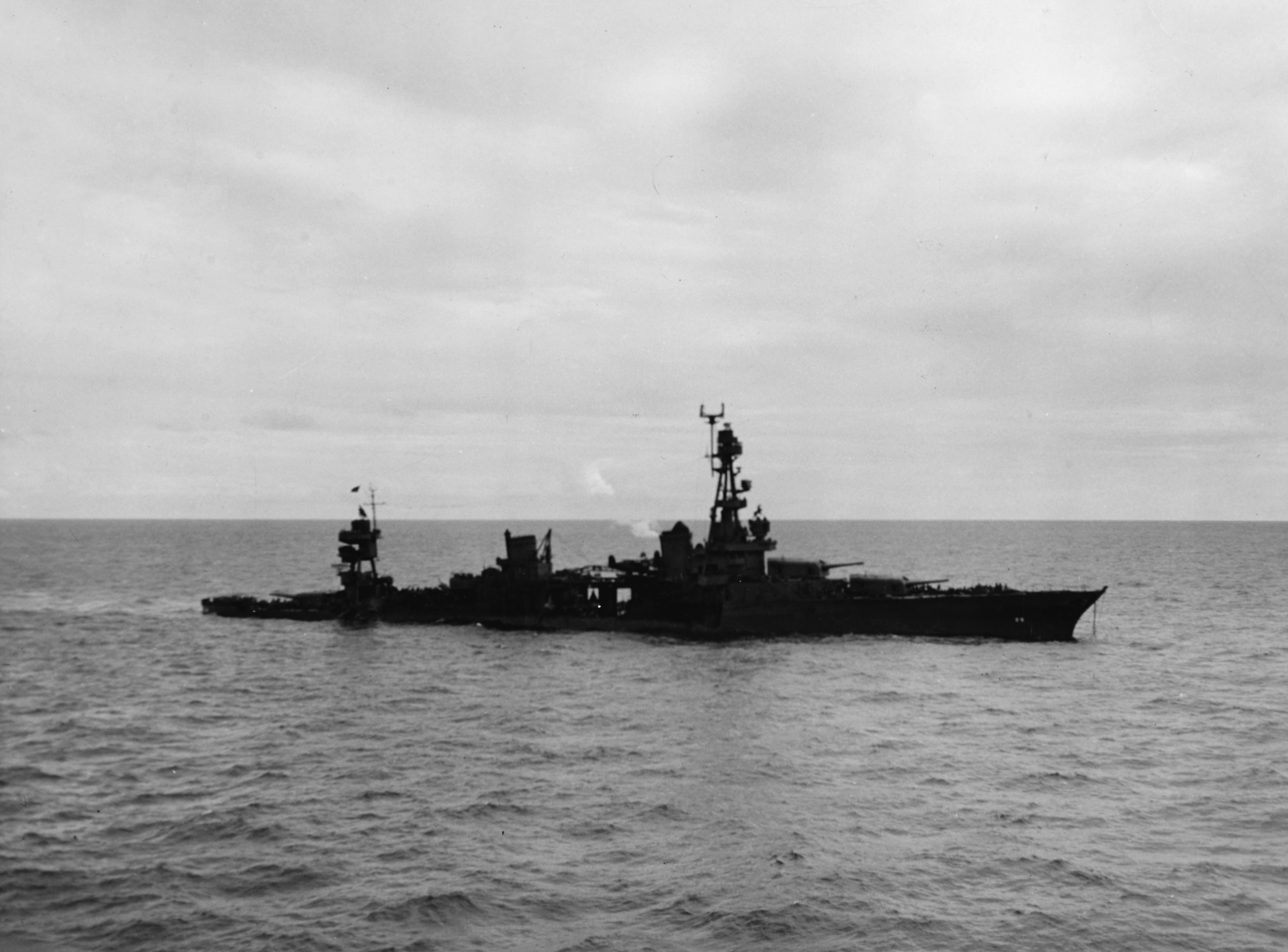
Imatge del 30 de gener de l'USS Chicago després de l'enfrontament a la Batalla de l'illa Rennell. Com es pot comprovar, té la línia de flotabilitat molt baixa i s'està a punt d'enfonsar.

Els japonesos van decidir rendir-se i deixar Guadalcanal als aliats, bàsicament, perquè tots els intents d'atac dels japonesos sobre l'aeròdrom de Henderson van ser inútils i en els intents van patir severes baixes (tant en homes com en material). També hi van influir altres mancances, com la falta de subministrament als soldats de l'illa que ja començaven a morir de fam i falta d'atenció sanitària en massa. La força naval també estava patint pèrdues massa importants, intentant subministrar les forces terrestres, i a més a més de les pèrdues per a mantenir les tropes a Guadalcanal s'haurien de desatendre altres zones del pacífic que els alts comandaments consideraven molt importants per a l'estratègia i la seguretat de l'Imperi Japonès. La decisió de retirar-se va ser presa dies abans, i Hirohito la confirmà el 31 de desembre de 1942.
L'operació va començar el 14 de gener amb l'enviament d'un batalló d'infanteria a Guadalcanal per a protegir la rereguarda japonesa mentre els cansats i abatuts veterans de Guadalcanal es retiraven. Al mateix temps, les forces aeronavals nipones van començar una ofensiva de superioritat aèria a la zona de les Illes Salomó i Nova Guinea per a protegir els transports. Aquesta acció va suposar l'enfonsament d'un creuer dels EUA, a la Batalla de l'illa Rennell. Dos dies després, els avions japonesos van enfonsar un altre vaixell nord-americà, en aquest cas un destructor. La recollida de tropes es va realitzar a les nits de l'1, 4 i 7 de febrer, per minimitzar l'efectivitat dels possibles atacs. La càrrega la van dur a terme destructors, i els EUA a part d'enviar algunes patrulleres i avions no van dirigir cap gran acció per a atacar-los en la seva retirada, ja que creien que no es tractava d'una retirada sinó d'una operació d'enviament de reforços i subministrament.
En total els japonesos van evacuar 10.652 homes de Guadalcanal perdent un destructor i resultant-ne tres més de lleugerament danyats. El 9 de febrer els aliats van adonar-se de la fugida nipona i van declarar segura la zona de Guadalcanal, acabant els sis mesos d'enfrontaments pel control de l'illa.

## Conseqüències
Després de la retirada japonesa, Guadalcanal i Tulagi es van convertir en grans bases de suport dels aliats que servirien per encadenar l'ofensiva de les illes Salomó. A més a més de l'aeroport de Henderson, es van construir un parell de pistes d'enlairament per als caces a la zona de Lunga Point i una gran pista per als bombarders horitzontals a Koli Point. Es van construir grans infraestructures navals, portuàries i logístiques a Guadalcanal, Tulagi i Florida. La zona d'ancoratge de Tulagi va esdevenir una important base avançada pels cuirassats i vaixells de transport que havien de suplir la campanya de les Illes Salomó. I també un gran exèrcit terrestre es va establir en barracons a Guadalcanal abans d'avançar cap a les Salomó.

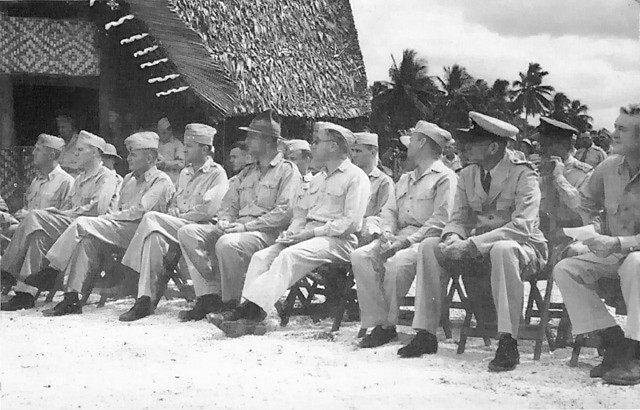
Comandants aliats reunits a Guadalcanal l'agost de 1943 per planificar l'ofensiva aliada contra els japonesos a les Illes Salomó en el marc de l'Operació Roda.

Després de la Campanya de Guadalcanal els japonesos van passar a ocupar una clara postura defensiva al Teatre del Pacífic. La constant pressió dels reforços a Guadalcanal va debilitar en gran manera les forces nipones en altres àrees, contribuint a la victòria aliada a Nova Guinea, que va culminar amb la captura de les bases clau de Buna i Gona a principis del 1943. Els aliats havien guanyat la iniciativa a la guerra, que mai més els arravatarien els japonesos. El juny, els aliats llançarien l'Operació Cartwheel, que, després de modificacions a l'agost de 1943, formalitzaria una estratègia per aïllar Rabaul i tallar-ne les seves línies de comunicació, deixant a la mercè dels aliats una de les més apreciades bases dels imperials. Amb la posterior victoriosa captura de Rabaul i les seves forces per part dels aliats, la resta de les campanyes serien molt més fàcils tant la del sud-oest del pacífic sota comandament del General Douglas MacArthur com la campanya de les illes del pacífic central sota el comandament de l'Almirall Chester Nimitz. Ambdós comandants van aconseguir grans avenços envers l'Imperi Japonès. Les defenses restants nipones del sud del pacífic també serien posteriorment neutralitzades o aïllades pels aliats durant el seu avenç, fins al final de la guerra quan es rendirien incondicionalment.

### Llibres
- Alexander, Joseph H. Edson's Raiders: The 1st Marine Raider Battalion in World War II.  Naval Institute Press, 2000. ISBN 1-55750-020-7.
- Bergerud, Eric M. Touched with Fire: The Land War in the South Pacific.  Penguin, 1997. ISBN 0-14-024696-7.
- Clemens, Martin. Alone on Guadalcanal: A Coastwatcher's Story.  Bluejacket Books, 2004 reissue). ISBN 1-59114-124-9.
- Crenshaw, Russell Sydnor. South Pacific Destroyer: The Battle for the Solomons from Savo Island to Vella Gulf.  Naval Institute Press, 1998. ISBN 1-55750-136-X.
- Dull, Paul S. A Battle History of the Imperial Japanese Navy, 1941-1945.  Naval Institute Press, 1978. ISBN 0-87021-097-1.
- Evans, David C. «The Struggle for Guadalcanal». A: The Japanese Navy in World War II: In the ords of Former Japanese Naval Officers.  Annapolis, Maryland: Naval Institute Press, 1986 (2nd Edition). ISBN 0-87021-316-4.
- Frank, Richard. Guadalcanal: The Definitive Account of the Landmark Battle.  Nova York: Random House, 1990. ISBN 0-394-58875-4.
- Griffith, Samuel B. The Battle for Guadalcanal.  Champaign, Illinois, USA: University of Illinois Press, 1963. ISBN 0-252-06891-2.
- Hadden, Robert Lee. 2007. "The Geology of Guadalcanal: a Selected Bibliography of the Geology, Natural History, and the History of Guadalcanal." Arxivat 2010-12-06 a Wayback Machine. Alexandria, VA: Topographic Engineering Center. 360 pages. Lists sources of information regarding the bodies of the US Marines of the Lt Col. Frank B. Goettge Reconnaissance patrol that was ambushed in August 1942.
- Hammel, Eric. Carrier Clash: The Invasion of Guadalcanal & The Battle of the Eastern Solomons August 1942.  St. Paul, MN, USA: Zenith Press, 1999. ISBN 0760320527.
- Hammel, Eric. Carrier Strike: The Battle of the Santa Cruz Islands, October 1942.  Pacifica Press, 1999. ISBN 0-935553-37-1.
- Hara, Tameichi. Japanese Destroyer Captain.  New York & Toronto: Ballantine Books, 1961. ISBN 0-345-27894-1.
- Hayashi, Saburo. Kogun: The Japanese Army in the Pacific War.  Marine Corps. Association, 1959. ASIN B000ID3YRK.
- Jersey, Stanley Coleman. Hell's Islands: The Untold Story of Guadalcanal.  College Station, Texas: Texas A&M University Press, 2008. ISBN 1-58544-616-5.
- Kilpatrick, C. W.. Naval Night Battles of the Solomons.  Exposition Press, 1987. ISBN 0-682-40333-4.
- Loxton, Bruce; Chris Coulthard-Clark. The Shame of Savo: Anatomy of a Naval Disaster.  Australia: Allen & Unwin Pty Ltd, 1997. ISBN 1-86448-286-9.
- Lundstrom, John B. First Team And the Guadalcanal Campaign: Naval Fighter Combat from August to November 1942.  Naval Institute Press, 2005 (New edition). ISBN 1-59114-472-8.
- Manchester, William. Goodbye, Darkness A Memoir of the Pacific.  Boston: Little, Brown, and Company, 1979. ISBN 0-316-54501-5.
- McGee, William L. The Solomons Campaigns, 1942-1943: From Guadalcanal to Bougainville--Pacific War Turning Point, Volume 2 (Amphibious Operations in the South Pacific in WWII).  BMC Publications, 2002. ISBN 0-9701678-7-3.
- Miller, Thomas G. Cactus Air Force.  Admiral Nimitz Foundation, 1969. ISBN 0-934841-17-9.
- Morison, Samuel Eliot. The Struggle for Guadalcanal, August 1942 – February 1943, vol. 5 of History of United States Naval Operations in World War II.  Boston: Little, Brown and Company, 1958. ISBN 0-316-58305-7.
- Murray, Williamson; Allan R. Millett. A War To Be Won: Fighting the Second World War.  United States of America: Belknap Press, 2001. ISBN 0-674-00680-1.
- Peatross, Oscar F.; John P. McCarthy and John Clayborne (editors). Bless 'em All: The Raider Marines of World War II.  Review, 1995. ISBN 0965232506.
- Rottman, Gordon L.; Dr. Duncan Anderson (consultant editor). Japanese Army in World War II: The South Pacific and New Guinea, 1942-43.  Oxford i Nova York: Osprey, 2005. ISBN 1-84176-870-7.
- Smith, Michael T. Bloody Ridge: The Battle That Saved Guadalcanal.  Nova York: Pocket, 2000. ISBN 0-7434-6321-8.
- Toland, John. The Rising Sun: The Decline and Fall of the Japanese Empire, 1936-1945.  Nova York: The Modern Library, 2003 (1970). ISBN 0-8129-6858-1.

### Internet
- Anderson, Charles R. «Guadalcanal» (brochure).   U.S. Government Printing Office, 1993. [Consulta: 9 juliol 2006].
- Hough, Frank O.; Ludwig, Verle E., and Shaw, Henry I., Jr. «Pearl Harbor to Guadalcanal». History of U.S. Marine Corps Operations in World War II, Unknown date. [Consulta: 16 maig 2006].
- Miller, John, Jr. «Cartwheel: The Reduction of Rabaul». United States Army in World War II: The War in the Pacific p. 418.   Office of the Chief of Military History, U.S. Department of the Army, 1959. [Consulta: 20 octubre 2006].
- Miller, John Jr. «Guadalcanal: The First Offensive». United States Army in World War II, 1949. [Consulta: 4 juliol 2006].
- Parshall, Jon; Bob Hackett, Sander Kingsepp, & Allyn Nevitt. «Imperial Japanese Navy Page (Combinedfleet.com)». [Consulta: 14 juny 2006].
- Shaw, Henry I. «First Offensive: The Marine Campaign For Guadalcanal». Marines in World War II Commemorative Series, 1992. [Consulta: 25 juliol 2006].
- U.S. Navy. «Chapter XXV: Campaign in the Solomons». Building the Navy's Bases in World War II: History of the Bureau of Yards and Docks and the Civil Engineer Corps, 1940-1946.   U.S. Department of the Navy, Bureau of Yards and Docks. [Consulta: 8 desembre 2006].
- Zimmerman, John L. «The Guadalcanal Campaign». Marines in World War II Historical Monograph, 1949. [Consulta: 4 juliol 2006].

### Llibres
- Christ, James F. Battalion of the Damned: The 1st Marine Paratroopers at Gavutu and Bloody Ridge, 1942.  Naval Institute Press, 2007. ISBN 1591141141.
- Coggins, Jack. The campaign for Guadalcanal;: A battle that made history.  DoubleDay, 1972. ISBN 0385043546.
- D'Albas, Andrieu. Death of a Navy: Japanese Naval Action in World War II.  Devin-Adair Pub, 1965. ISBN 0-8159-5302-X.
- Feldt, Eric Augustus. The Coastwatchers.  Victoria, Australia: Penguin Books, 1946 (original text), 1991 (this edition). ISBN 0140149260.
- Hersey, John. Into the Valley: Marines at Guadalcanal.  Bison Books, 2002 (Paperback edition). ISBN 0803273282.
- Hoyt, Edwin P. Guadalcanal.  Military Heritage Press, 1982. ISBN 0880291842.
- Hubler, Richard G.; Dechant, John A. Flying Leathernecks - The Complete Record of Marine Corps Aviation in Action 1941–1944..  Garden City, New York: Doubleday, Doran & Co., Inc, 1944.
- Leckie, Robert. Helmet for my Pillow.  ibooks, Inc., 2001 (reissue). ISBN 1-59687-092-3.
- Leckie, Robert. Challenge For The Pacific: the Bloody Six-month Battle Of Guadalcanal.  Da Capo Press, 1999. ISBN 0306809117.
- Lord, Walter. Lonely Vigil; Coastwatchers of the Solomons.  Nova York: Naval Institute Press, 1977 (Reissue 2006). ISBN 1-59114-466-3.
- Lundstrom, John B. Black Shoe Carrier Admiral: Frank Jack Fletcher at Coral Seas, Midway & Guadalcanal.  Annapolis, Maryland, USA: Naval Institute Press, 2006. ISBN 1-59114-475-2.
- Marion, Ore J.; Thomas Cuddihy and Edward Cuddihy. On the Canal: The Marines of L-3-5 on Guadalcanal, 1942.  Stackpole Books, 2004. ISBN 0811731499.
- Parkin, Robert Sinclair. Blood on the Sea: American Destroyers Lost in World War II.  Da Capo Press, 1995. ISBN 0-306-81069-7.
- Poor, Henry Varnum; Henry A. Mustin & Colin G. Jameson. The Battles of Cape Esperance, 11 October 1942 and Santa Cruz Islands, 26 October 1942 (Combat Narratives. Solomon Islands Campaign, 4–5).  Naval Historical Center, 1994. ISBN 0-945274-21-1.
- Radike, Floyd W. Across the Dark Islands: The War in the Pacific.  Nova York: Presidio Press, 2003. ISBN 0-89141-774-5.
- Richter, Don. Where the Sun Stood Still: The Untold Story of Sir Jacob Vouza and the Guadalcanal Campaign.  Toucan, 1992. ISBN 096116963X.
- Rose, Lisle Abbott. The Ship that Held the Line: The USS Hornet and the First Year of the Pacific War.  Bluejacket Books, 2002. ISBN 1-55750-008-8.
- Rottman, Gordon L.; Dr. Duncan Anderson (consultant editor). U.S. Marine Corps Pacific Theater of Operations 1941–43.  Oxford: Osprey, 2004. ISBN 1-84176-518-X.
- Smith, George W. The Do-or-Die Men: The 1st Marine Raider Battalion at Guadalcanal.  Pocket, 2003. ISBN 0743470052.
- Stafford, Edward P.; Paul Stillwell (Introduction). The Big E: The Story of the USS Enterprise.  Naval Institute Press, 2002 (reissue). ISBN 1-55750-998-0.
- Tregaskis, Richard. Guadalcanal Diary.  Random House, 1943. ISBN 0-679-64023-1.
- Twining, Merrill B. No Bended Knee: The Battle for Guadalcanal.  Novato, CA, USA: Presidio Press, 1996. ISBN 0-89141-826-1.
- Walker, Charles H. Combat Officer: A Memoir of War in the South Pacific.  Nova York: Presidio Press, 2004. ISBN 0-345-46385-4.

### Internet
- Cagney, James. «An Animated Map History of the Battle for Guadalcanal».   HistoryAnimated.com. Arxivat de l'original el 19 de març 2009. [Consulta: 4 setembre 2008].
- Craven, Wesley Frank; James Lea Cate. «Vol. IV, The Pacific: Guadalcanal to Saipan, August 1942 to July 1944». The Army Air Forces in World War II.   U.S. Office of Air Force History. [Consulta: 20 octubre 2006].
- Dyer, George Carroll. «The Amphibians Came to Conquer: The Story of Admiral Richmond Kelly Turner».   United States Government Printing Office. [Consulta: 20 octubre 2006].
- Garrett, James R. «James R. "Rube" Garrett A Marine Diary: My Experiences on Guadalcanal». An Eyewitness Account of the Battle of Guadalcanal. Arxivat de l'original el 2007-02-11.
- Gillespie, Oliver A. «The Official History of New Zealand in the Second World War, 1939–1945; The Battle for the Solomons (Chapter 7)».   New Zealand Electronic Text Center, 1952. [Consulta: 11 juliol 2006].
- Hoffman, Jon T. «From Makin to Bougainville: Marine Raiders in the Pacific War» (brochure). World War II Commemorative Series.   Marine Corps Historical Center, 1995. [Consulta: 29 agost 2006].
- Hoffman, Jon T. «Silk Chutes and Hard Fighting: U.S. Marine Corps Parachute Units in World War II». Commemorative series p. 1.   Marine Corps History and Museums Division. [Consulta: 26 desembre 2006].
- Mersky, Peter B. «Time of the Aces: Marine Pilots in the Solomons, 1942-1944». Marines in World War II Commemorative Series.   History and Museums Division, Headquarters, U.S. Marine Corps, 1993. [Consulta: 20 octubre 2006].
- Newell, Clayton R. «Central Pacific». The U.S. Army Campaigns of World War II.   U.S. Army Center of Military History, 2003. Arxivat de l'original el 2012-02-02. [Consulta: 6 agost 2008].
- U.S. Army Center of Military History. «Japanese Operations in the Southwest Pacific Area, Volume II - Part I». [Consulta: 8 desembre 2006].- Translation of the official record by the Japanese Demobilization Bureaux detailing the Imperial Japanese Army and Navy's participation in the Southwest Pacific area of the Pacific War.
- U.S. Army Air Forces. «Pacific Counterblow: The 11th Bombardment Group and the 67th Fighter Squadron in the Battle for Guadalcanal». Wings at War.   Office of Assistant Chief of Air Staff, Intelligence, 1992 (Reissue). [Consulta: 8 desembre 2006].

### Audiovisual
- Adams, M. Clay (Director) (1952). Victory at Sea- Episode 6: Guadalcanal (Vídeo documental). National Broadcasting Company (NBC) Film. — Episodi d'una sèrie de 26 sobre combats navals durant la Segona guerra Mundial.
- Malick, Terrence (Director) (1998). The Thin Red Line (Pel·lícula). 20th Century Fox Home Entertainment. — Adaptació fílmica de la novel·la de James Jones del mateix títol basada en els combats de Guadalcanal.
- Montgomery, Robert (Director) (1960). The Gallant Hours (Pel·lícula). United Artists. — Biopic sobre l'Admiral Halsey durant la campanya de Guadalcanal
- Ray, Nicholas (Director) (1951). Flying Leathernecks (Pel·lícula). RKO Radio Pictures.- Drama de ficció sobre la participació dels pilots del Marines dels EUA a la batalla de Guadalcanal.
- Seiler, Lewis (Director) (1943). Guadalcanal Diary (Pel·lícula). 20th Century Fox Film Corporation. - Adaptació cinematogràfica del llibre de Tregaskis referenciat a la secció "Llibres" més amunt.